# Olympische Sommerspiele 1936/Leichtathletik
Bei den XI. Olympischen Spielen 1936 in Berlin wurden 29 Wettbewerbe in der Leichtathletik ausgetragen. Es fanden 23 Wettbewerbe für Männer und 6 für Frauen statt.

## Bilanz

### Medaillenspiegel
| Platz  | Land               | Gold | Silber | Bronze | Gesamt |
| ------ | ------------------ | ---- | ------ | ------ | ------ |
| 1      | Vereinigte Staaten | 14   | 7      | 4      | 25     |
| 2      | Deutsches Reich    | 5    | 4      | 4      | 13     |
| 3      | Finnland           | 3    | 5      | 2      | 10     |
| 4      | Großbritannien     | 2    | 5      | –      | 7      |
| 5      | Japan              | 2    | 2      | 3      | 7      |
| 6      | Königreich Italien | 1    | 2      | 2      | 5      |
| 7      | Neuseeland         | 1    | –      | –      | 1      |
| 7      | Ungarn             | 1    | –      | –      | 1      |
| 9      | Polen              | –    | 2      | 1      | 3      |
| 10     | Kanada             | –    | 1      | 3      | 4      |
| 11     | Schweiz            | –    | 1      | –      | 1      |
| 12     | Niederlande        | –    | –      | 2      | 2      |
| 12     | Schweden           | –    | –      | 2      | 2      |
| 14     | Australien         | –    | –      | 1      | 1      |
| 14     | Lettland           | –    | –      | 1      | 1      |
| 14     | Philippinen        | –    | –      | 1      | 1      |
| Gesamt | Gesamt             | 29   | 29     | 29     | 87     |

### Medaillengewinner

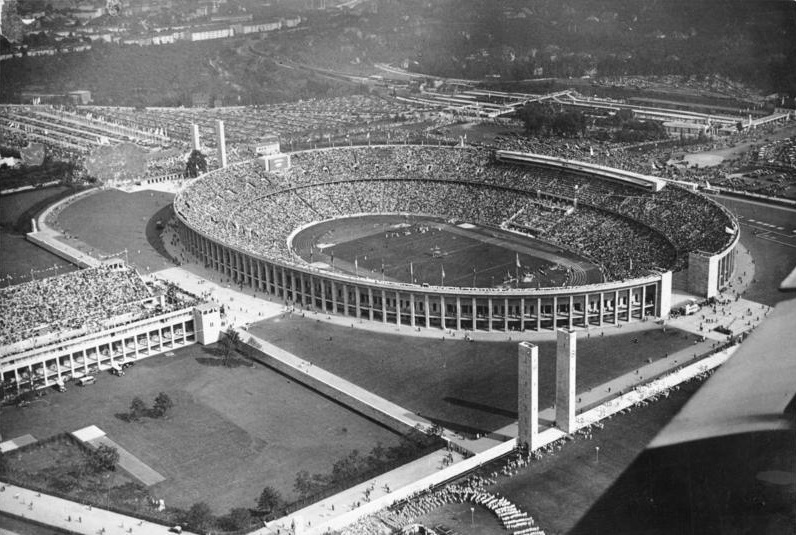
Das Olympiastadion Berlin

Männer
| Disziplin         | Gold                                                                    | Silber                                                                     | Bronze                                                                            |
| ----------------- | ----------------------------------------------------------------------- | -------------------------------------------------------------------------- | --------------------------------------------------------------------------------- |
| 100 m             | Jesse Owens (USA)                                                       | Ralph Metcalfe (USA)                                                       | Martinus Osendarp (HOL)                                                           |
| 200 m             | Jesse Owens (USA)                                                       | Mack Robinson (USA)                                                        | Martinus Osendarp (HOL)                                                           |
| 400 m             | Archie Williams (USA)                                                   | Godfrey Brown (GBR)                                                        | James LuValle (USA)                                                               |
| 800 m             | John Woodruff (USA)                                                     | Mario Lanzi (ITA)                                                          | Phil Edwards (CAN)                                                                |
| 1500 m            | Jack Lovelock (NZL)                                                     | Glenn Cunningham (USA)                                                     | Luigi Beccali (ITA)                                                               |
| 5000 m            | Gunnar Höckert (FIN)                                                    | Lauri Lehtinen (FIN)                                                       | Henry Jonsson (SWE)                                                               |
| 10.000 m          | Ilmari Salminen (FIN)                                                   | Arvo Askola (FIN)                                                          | Volmari Iso-Hollo (FIN)                                                           |
| Marathon          | Son Kitei (JPN)                                                         | Ernie Harper (GBR)                                                         | Nan Shōryū (JPN)                                                                  |
| 110 m Hürden      | Forrest Towns (USA)                                                     | Don Finlay (GBR)                                                           | Fritz Pollard (USA)                                                               |
| 400 m Hürden      | Glenn Hardin (USA)                                                      | John Loaring (CAN)                                                         | Miguel White (PHI)                                                                |
| 3000 m Hindernis  | Volmari Iso-Hollo (FIN)                                                 | Kalle Tuominen (FIN)                                                       | Alfred Dompert (GER)                                                              |
| 50 km Gehen       | Harold Whitlock (GBR)                                                   | Arthur Tell Schwab (SUI)                                                   | Adalberts Bubenko (LAT)                                                           |
| Hochsprung        | Cornelius Johnson (USA)                                                 | Dave Albritton (USA)                                                       | Delos Thurber (USA)                                                               |
| Stabhochsprung    | Earle Meadows (USA)                                                     | Nishida Shūhei (JPN)                                                       | Ōe Sueo (JPN)                                                                     |
| Weitsprung        | Jesse Owens (USA)                                                       | Luz Long (GER)                                                             | Tajima Naoto (JPN)                                                                |
| Dreisprung        | Tajima Naoto (JPN)                                                      | Harada Masao (JPN)                                                         | Jack Metcalfe (AUS)                                                               |
| Kugelstoßen       | Hans Woellke (GER)                                                      | Sulo Bärlund (FIN)                                                         | Gerhard Stöck (GER)                                                               |
| Diskuswurf        | Ken Carpenter (USA)                                                     | Gordon Dunn (USA)                                                          | Giorgio Oberweger (ITA)                                                           |
| Hammerwurf        | Karl Hein (GER)                                                         | Erwin Blask (GER)                                                          | Fred Warngård (SWE)                                                               |
| Speerwurf         | Gerhard Stöck (GER)                                                     | Yrjö Nikkanen (FIN)                                                        | Kalervo Toivonen (FIN)                                                            |
| Zehnkampf         | Glenn Morris (USA)                                                      | Bob Clark (USA)                                                            | Jack Parker (USA)                                                                 |
| 4 × 100 m Staffel | Vereinigte StaatenJesse Owens Ralph Metcalfe Foy Draper Frank Wykoff    | Königreich ItalienOrazio Mariani Gianni Caldana Elio Ragni Tullio Gonnelli | Deutsches ReichWilhelm Leichum Erich Borchmeyer Erwin Gillmeister Gerd Hornberger |
| 4 × 400 m Staffel | GroßbritannienFreddie Wolff Godfrey Rampling Bill Roberts Godfrey Brown | Vereinigte StaatenHarold Cagle Robert Young Edward O’Brien Alfred Fitch    | Deutsches ReichHelmut Hamann Friedrich von Stülpnagel Harry Voigt Rudolf Harbig   |

Frauen
| Disziplin         | Gold                                                                         | Silber                                                               | Bronze                                                              |
| ----------------- | ---------------------------------------------------------------------------- | -------------------------------------------------------------------- | ------------------------------------------------------------------- |
| 100 m             | Helen Stephens (USA)                                                         | Stanisława Walasiewicz (POL)                                         | Käthe Krauß (GER)                                                   |
| 80 m Hürden       | Trebisonda Valla (ITA)                                                       | Anni Steuer (GER)                                                    | Elizabeth Taylor (CAN)                                              |
| Hochsprung        | Ibolya Csák (HUN)                                                            | Dorothy Odam (GBR)                                                   | Elfriede Kaun (GER)                                                 |
| Diskuswurf        | Gisela Mauermayer (GER)                                                      | Jadwiga Wajs (POL)                                                   | Paula Mollenhauer (GER)                                             |
| Speerwurf         | Tilly Fleischer (GER)                                                        | Luise Krüger (GER)                                                   | Maria Kwaśniewska (POL)                                             |
| 4 × 100 m Staffel | Vereinigte StaatenHarriet Bland Annette Rogers Betty Robinson Helen Stephens | GroßbritannienEileen Hiscock Violet Olney Audrey Brown Barbara Burke | KanadaDorothy Brookshaw Mildred Dolson Hilda Cameron Aileen Meagher |

## Stadion
Das für dieses Ereignis neu erbaute Stadion bot hervorragende Voraussetzungen für gute Leistungen. Es verfügte über eine 400-Meter-Aschenbahn, die inzwischen in dieser standardisierten Form üblich geworden war.

## Wettbewerbe
Im Wettbewerbsangebot gab es gegenüber 1932 keine Änderungen. Das heißt bei den Männern gab es ein gegenüber heute fast identisches Programm, 1936 fehlte lediglich ein zweiter Gehwettbewerb. Die Frauen dagegen mussten sich weiterhin mit einem dünnen Angebot mit sechs Disziplinen zufriedengeben. Es gab im Laufen die 100 Meter, die 80 Meter Hürden und die 4-mal-100-Meter-Staffel, im Springen den Hochsprung sowie als Wurfdisziplinen den Diskus- und Speerwurf.

## Intersexualität bei Frauenwettbewerben
Auch 1936 war die Problematik der Intersexualität bei Frauenwettbewerben bereits durchaus aktuell. Im Hochsprung der Frauen belegte Heinrich Ratjen, angetreten als Frau unter dem Namen Dora Ratjen, zunächst den vierten Platz. Zwei Jahre darauf wurden offiziell alle ihre/seine Resultate annulliert, nachdem sich herausgestellt hatte, dass Heinrich Ratjen ein Mann war.
Auch im Rennen über 100 Meter der Frauen stellte sich die Frage nach der Geschlechterrolle. Betroffen war Stanisława Walasiewicz, 1932 Olympiasiegerin und hier in Berlin Silbermedaillengewinnerin. Sie wurde 1980 in Cleveland bei einem Raubüberfall, in den sie zufällig hineingeraten war, erschossen. Die nachfolgende Obduktion ergab, dass sie männliche Geschlechtsorgane hatte und sie intersexuell war. Dies hatte jedoch keine offiziellen Auswirkungen auf ihre sportlichen Resultate.

## Sportliche Erfolge
Die Leistungen standen auf einem hervorragenden Niveau, wenn auch die Rekordflut der vorangegangenen Spiele in Los Angeles nicht erreicht wurde. In sechs Disziplinen gab es sieben neue oder eingestellte Weltrekorde, in einer Disziplin eine neue Weltbestleistung und in fünfzehn Disziplinen wurden darüber hinaus 26 olympische Rekorde egalisiert oder neu aufgestellt.
Hier eine Übersicht zu den einzelnen Rekorden im Einzelnen.
- Weltrekorde:
  - 1500-Meter-Lauf, Männer: 3:47,8 min – Jack Lovelock (Neuseeland), Finale
  - 110-Meter-Hürdenlauf, Männer: 14,1 s (egalisiert) – Forrest Towns (USA), Vorlauf
  - 4-mal-100-Meter-Staffel, Männer: 40,0 s (egalisiert) – USA (Jesse Owens, Ralph Metcalfe, Foy Draper, Frank Wykoff), Vorlauf
  - 4-mal-100-Meter-Staffel, Männer: 39,8 s – USA (Jesse Owens, Ralph Metcalfe, Foy Draper, Frank Wykoff), Finale
  - Dreisprung, Männer: 16,00 m – Tajima Naoto (Japan), Finale
  - Zehnkampf, Männer: 7900 P (1934er Wertung) / 7254 P (nach heutiger Wertung von 1985) – Glenn Morris (USA)
  - 4-mal-100-Meter-Staffel, Frauen: 46,4 s – Deutsches Reich (Emmy Albus, Käthe Krauß, Marie Dollinger, Ilse Dörffeldt), Vorlauf
- Weltbestleistung:
  - 3000-Meter-Hindernislauf, Männer: 9:03,8 min – Volmari Iso-Hollo (Finnland), Finale
- Olympischer Rekorde:
  - 100-Meter-Lauf, Männer: 10,3 s (egalisiert) – Jesse Owens (USA), Vorlauf
  - 200-Meter-Lauf, Männer: 21,1 s – Jesse Owens (USA), Vorlauf
  - 200-Meter-Lauf, Männer: 21,1 s (egalisiert) – Jesse Owens (USA), Viertelfinale
  - 200-Meter-Lauf, Männer: 21,1 s (egalisiert) – Mack Robinson (USA), Halbfinale
  - 200-Meter-Lauf, Männer: 20,7 s – Jesse Owens (USA), Finale
  - 5000-Meter-Lauf, Männer: 14:22,2 min – Gunnar Höckert (Finnland), Finale
  - Marathonlauf, Männer: 2:29:19,2 h – Son Kitei (Japan), tatsächlicher Name des Koreaners: Sohn Kee-chung
  - 110-Meter-Hürdenlauf, Männer: 14,1 s – Forrest Towns (USA), Vorlauf
  - 3000-Meter-Hindernislauf, Männer: 9:03,8 min – Volmari Iso-Hollo (Finnland), Finale
  - 50-km-Gehen, Männer: 4:30:41,4 h – Harold Whitlock (Großbritannien)
  - Hochsprung, Männer: 2,03 m – Cornelius Johnson (USA), Finale
  - Stabhochsprung, Männer: 4,35 m – Earle Meadows (USA), Finale
  - Kugelstoßen, Männer: 16,03 m – Sulo Bärlund (Finnland), Vorkampf
  - Kugelstoßen, Männer: 16,12 m – Sulo Bärlund (Finnland), Finale
  - Kugelstoßen, Männer: 16,20 m – Hans Woellke (Deutsches Reich), Finale
  - Diskuswurf, Männer: 50,48 m – Ken Carpenter (USA), Finale
  - Hammerwurf, Männer: 55,04 m – Erwin Blask (Deutsches Reich), Vorkampf
  - Hammerwurf, Männer: 56,49 m – Karl Hein (Deutsches Reich), Finale
  - 80-Meter-Hürdenlauf, Frauen: 10,7 s (egalisiert) – Trebisonda Valla (Italien), Finale
  - 80-Meter-Hürdenlauf, Frauen: 10,7 s (egalisiert) – Anni Steuer (Deutsches Reich), Finale
  - 80-Meter-Hürdenlauf, Frauen: 10,7 s (egalisiert) – Elizabeth Taylor (Kanada), Finale
  - 80-Meter-Hürdenlauf, Frauen: 10,7 s (egalisiert) – Claudia Testoni (Italien), Finale
  - Diskuswurf, Frauen: 44,69 m – Jadwiga Wajs (Polen), Qualifikation
  - Diskuswurf, Frauen: 47,63 m – Gisela Mauermayer (Deutsches Reich), Qualifikation
  - Speerwurf, Frauen: 44,69 m – Tilly Fleischer (Deutsches Reich), Qualifikation
  - Speerwurf, Frauen: 45,18 m – Tilly Fleischer (Deutsches Reich), Finale

Mit 14 Gold-, 7 Silber- und 4 Bronzemedaillen war die US-amerikanische Mannschaft wiederum die erfolgreichste in den Leichtathletikwettbewerben. Nach großen Anstrengungen der Sportförderung auf dem Hintergrund der nationalsozialistischen Diktatur in Deutschland, in der Sport als Mittel zur Außendarstellung eine große Rolle spielte, war Deutschland mit fünf Goldmedaillen das nächst erfolgreichste Team. Dahinter rangierten Finnland, das mit drei Goldmedaillen nicht mehr an die großen Erfolge früherer Jahre anknüpfen konnte, sowie Großbritannien und Japan mit je zwei Olympiasiegen.
Jesse Owens war mit vier Goldmedaillen der erfolgreichste Sportler der Olympischen Spiele in Berlin überhaupt und gleichzeitig der herausragende Leichtathlet. Owens wurde Olympiasieger über 100 Meter, 200 Meter, im Weitsprung und als Startläufer der 4-mal-100-Meter-Staffel. Vier Goldmedaillen bei einer einzigen olympischen Veranstaltung gewannen in der Leichtathletik außer Owens bis heute nur noch sein Landsmann Carl Lewis, der 1984 in exakt denselben Disziplinen erfolgreich war wie Jesse Owens 1936, sowie die Niederländerin Fanny Blankers-Koen, oft als „fliegende Hausfrau“ bezeichnet, die auch hier in Berlin bereits als Hochspringerin (Platz fünf) am Start war. Sie errang 1948 in London Gold über 100 Meter, 200 Meter, 80 Meter Hürden und mit der 4-mal-100-Meter-Staffel. Bei den Olympischen Spielen 1924 war es dem Finnen Paavo Nurmi allerdings gelungen, mit fünf Siegen noch erfolgreicher zu sein. Er hatte vor zwölf Jahren Gold über 1500 Meter, 5000 Meter, im 10.650-Meter-Querfeldeinlauf (Einzel- sowie Mannschaftswertung) und im 3000-Meter-Mannschaftslauf gewonnen.
Helen Stephens errang zwei Goldmedaillen bei diesen Leichtathletikwettkämpfen. Sie siegte über 100 Meter und als Schlussläuferin der 4-mal-100-Meter-Staffel.
Außer Jesse Owens und Helen Stephens gelang es bei diesen Spielen keinem anderen Leichtathleten, mehr als eine Goldmedaille zu erringen.
Außerdem gab es drei Sportler, die bereits bei zuvor ausgetragenen Olympischen Spielen siegreich waren:
- Frank Wykoff, USA – 4-mal-100-Meter-Staffel: dritter Sieg in Folge seit 1928
- Volmari Iso-Hollo, Finnland – 3000-Meter-Hindernislauf: Wiederholung seines Erfolgs von 1932
- Annette Rogers, USA – 4-mal-100-Meter-Staffel: Wiederholung ihres Erfolgs von 1932

## Resultate Männer

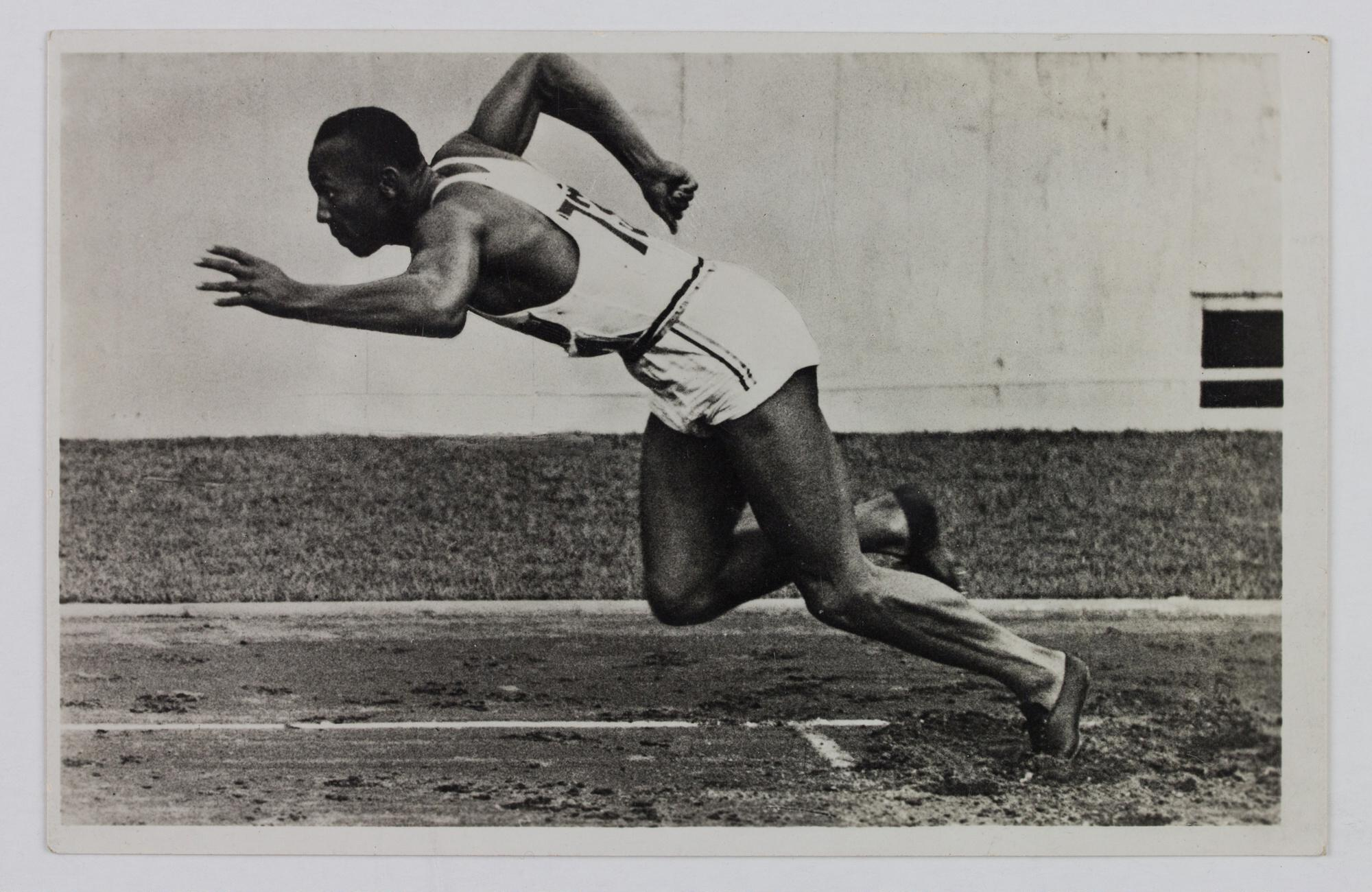
Goldmedaille Nummer eins für Jesse Owens – am Ende der Spiele waren es vier

### 100 m
| Platz | Athlet             | Land | Zeit (s) |
| ----- | ------------------ | ---- | -------- |
| 1     | Jesse Owens        | USA  | 10,3     |
| 2     | Ralph Metcalfe     | USA  | 10,4     |
| 3     | Martinus Osendarp  | HOL  | 10,5     |
| 4     | Frank Wykoff       | USA  | 10,6     |
| 5     | Erich Borchmeyer   | GER  | 10,7     |
| 6     | Lennart Strandberg | SWE  | 10,9     |

12 Vorläufe: 2. August, ab 10:00 Uhr
4 Zwischenläufe am 2. August, ab 15:00 Uhr
2 Halbfinals, 3. August, ab 15:00 Uhr

Finale: 3. August, 17:00 Uhr

Teilnehmer: 63 Sportler aus 30 Ländern
Jesse Owens lief im Vorlauf mit 10,3 s einen olympischen Rekord. Im Zwischenlauf konnte er seine Zeit auf 10,2 s verbessern, dieser Rekord wurde jedoch wegen zu starken Rückenwinds nicht anerkannt. Auch im Finale war der Rückenwind zu stark für eine Anerkennung der Siegerzeit als olympischen Rekord.
In diesem Finale lag der Ausnahmesportler Owens nach fünfzig Metern deutlich vor seinem Hauptkonkurrenten Ralph Metcalfe, der 1932 bereits Silber gewonnen hatte. Metcalfe kam noch gefährlich nahe auf, aber Owens wurde Olympiasieger. Auf Platz drei brach der Niederländer Martinus Osendarp als einziger in die Phalanx der US-Läufer ein.

### 200 m
| Platz | Athlet            | Land | Zeit (s) |
| ----- | ----------------- | ---- | -------- |
| 1     | Jesse Owens       | USA  | 20,7 OR  |
| 2     | Mack Robinson     | USA  | 21,1000  |
| 3     | Martinus Osendarp | HOL  | 21,3000  |
| 4     | Paul Hänni        | SUI  | 21,6000  |
| 5     | Lee Orr           | CAN  | 21,6000  |
| 6     | Wil van Beveren   | HOL  | 21,9000  |

8 Vorläufe: 4. August, ab 10:30 Uhr
4 Zwischenläufe, 4. August, ab 15:30 Uhr
2 Halbfinals, 5. August, ab 15:00 Uhr

Finale: 5. August, 18:00 Uhr

Teilnehmer: 33 Sportler aus 23 Ländern
Schon im Vor- und Zwischenlauf lief Jesse Owens mit 21,1 s olympischen Rekord, den Mack Robinson in seinem Halbfinale ebenfalls erreichte. Obwohl Mack im Finale genauso schnell war, wurde er wie alle anderen Läufer von Owens zum Statisten degradiert. Mit deutlichem Vorsprung kam der Star dieser Spiele, der bereits Gold über 100 Meter und im Weitsprung gewonnen hatte, aus der Kurve und holte sich seine dritte Goldmedaille. Dabei verbesserte er den olympischen Rekord auf 20,7 s. Dahinter erreichte Mack Platz zwei und der Niederländer Martinus Osendarp gewann wie schon über 100 Meter die Bronzemedaille.

### 400 m
| Platz | Athlet          | Land | offizielle Zeit (s) | elektronisch (s) |
| ----- | --------------- | ---- | ------------------- | ---------------- |
| 1     | Archie Williams | USA  | 46,5                | 46,66            |
| 2     | Godfrey Brown   | GBR  | 46,7                | 46,68            |
| 3     | James LuValle   | USA  | 46,8                | 46,84            |
| 4     | Bill Roberts    | GBR  | 46,8                | 46,87            |
| 5     | William Fritz   | CAN  | 47,8                | k. A.            |
| 6     | John Loaring    | CAN  | 48,2                | k. A.            |

8 Vorläufe: 6. August, ab 10:30 Uhr
4 Zwischenläufe am 6. August, ab 15:15 Uhr
2 Halbfinals, 7. August, ab 15:00 Uhr

Finale: 7. August, 17:30 Uhr

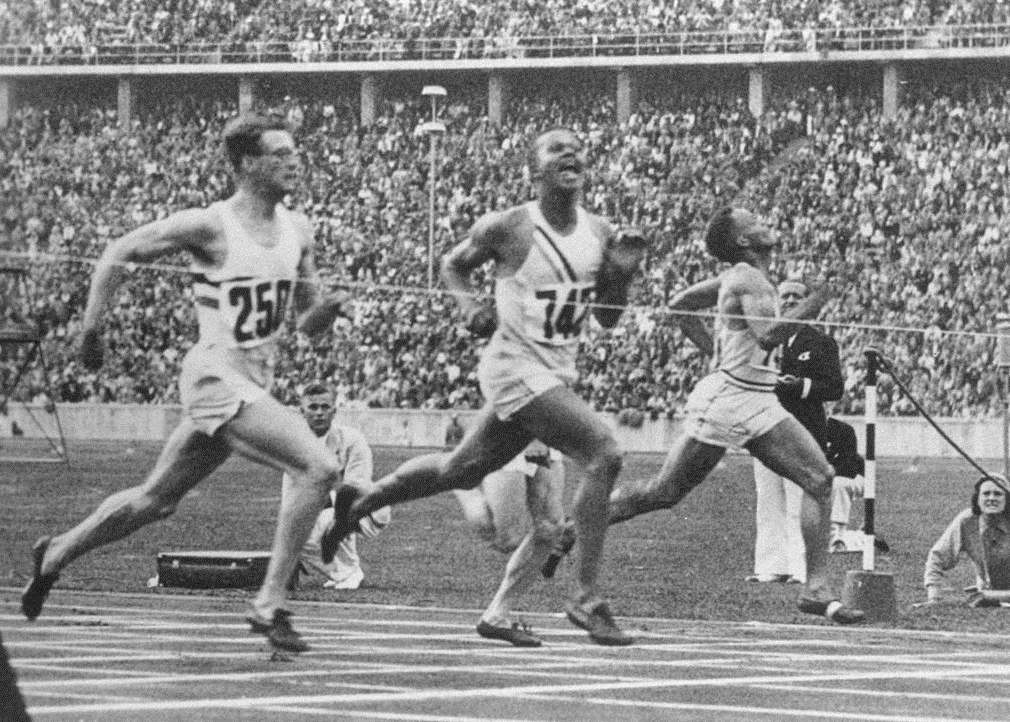
Enger Zieleinlauf über 400 Meter (v. l. n. r.): Godfrey Brown, Archie Williams, James LuValle

Teilnehmer: 42 Sportler aus 25 Ländern
Der US-Amerikaner Archie Williams legte eine Blitzkarriere hin. 1935 lag seine Bestzeit noch über 49 Sekunden. 1936 verbesserte er sich bereits im April auf 47,4 s, dann über eine weitere Zwischenstation bis zum Weltrekord von 46,1 s. Seine Landsleute lagen mit ihren Bestleistungen allerdings nur wenige Zehntelsekunden hinter ihm. Harold Smallwood konnte wegen einer Erkrankung im Zwischenlauf nicht mehr antreten, sodass die US-Läufer im Finale nur noch zu zweit waren. Dieses Finale wurde spannender als vielleicht erwartet. Archie Williams und James LuValle legten ein sehr hohes Anfangstempo vor, aber vor allem die beiden britischen Läufer holten in der zweiten Rennhälfte auf. Williams konnte sich noch knapp als Olympiasieger ins Ziel retten, dahinter lag Godfrey Arthur Brown. LuValle lief hauchdünn vor Bill Roberts auf den dritten Platz.
Zur besseren Einordnung der Abstände sind in der Tabelle links die inoffiziellen elektronisch gestoppten Zeiten mit aufgeführt.

### 800 m
| Platz | Athlet               | Land | Zeit (min) |
| ----- | -------------------- | ---- | ---------- |
| 1     | John Woodruff        | USA  | 1:52,9     |
| 2     | Mario Lanzi          | ITA  | 1:53,3     |
| 3     | Phil Edwards         | CAN  | 1:53,6     |
| 4     | Kazimierz Kucharski  | POL  | 1:53,8     |
| 5     | Charles Hornbostel   | USA  | 1:54,6     |
| 6     | Harry Williamson     | USA  | 1:55,8     |
| 7     | Juan Carlos Anderson | ARG  | k. A.      |
| 8     | Gerald Backhouse     | AUS  | k. A.      |

6 Vorläufe: 2. August, ab 16:00 Uhr
3 Zwischenläufe am 3. August, ab 17:15 Uhr
2 Halbfinals, 4. August, ab 15:00 Uhr

Finale: 4. August, 17:45 Uhr

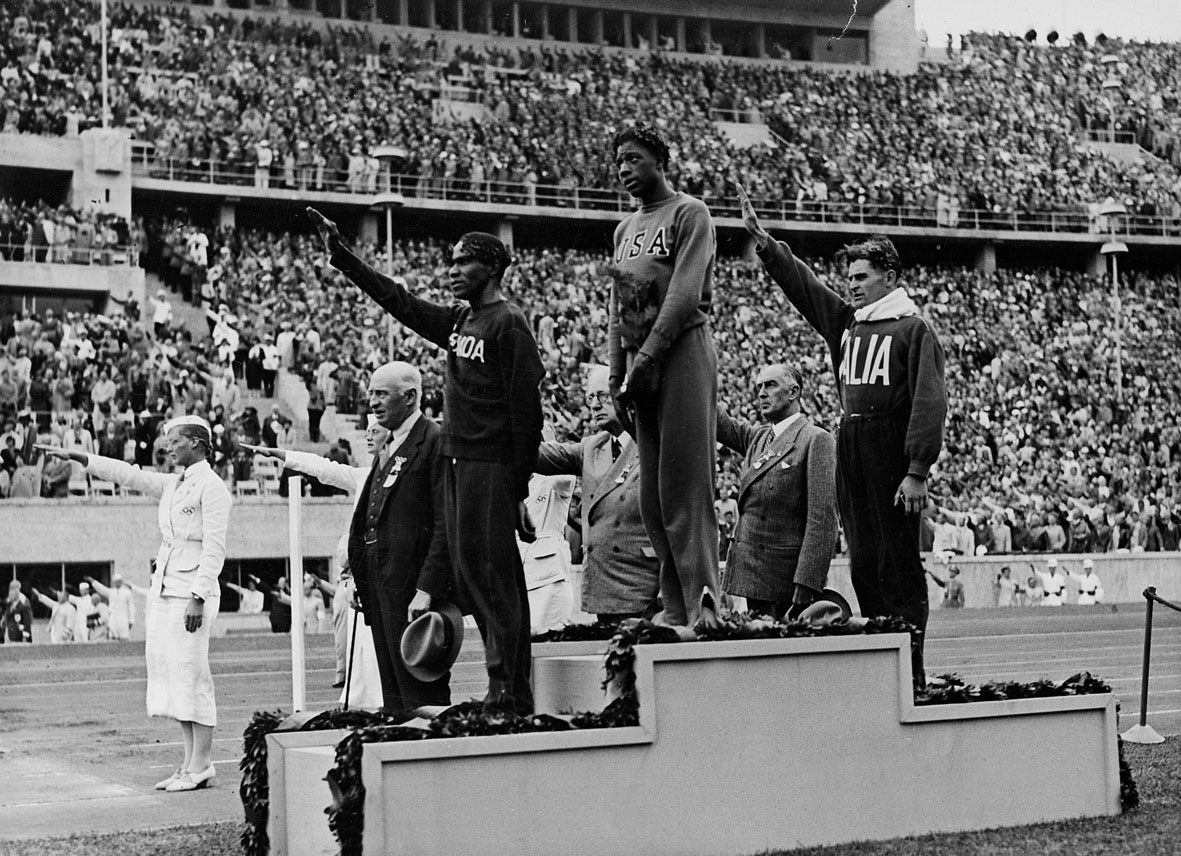
Siegerehrung (v. l. n. r.): Phil Edwards, John Woodruff, Mario Lanzi

Teilnehmer: 43 Sportler aus 24 Ländern
John Woodruff wartete im Olympiajahr mit einem enormen Leistungssprung über 800 Meter auf, ähnlich wie das bei Archie Williams über 400 Meter der Fall war. Von 1:55,1 min aus dem Jahr 1935 verbesserte Woodruff sich als Sieger der US-Olympiaausscheidungen auf 1:49,9 min. So reiste er als Mitfavorit nach Berlin. Im Finale war auch der Kanadier Phil Edwards, Olympiavierter von 1928 und Bronzemedaillengewinner von 1932, wieder dabei. In der Vergangenheit hatte er seine Rennen immer wieder von vorne mit hohem Tempo gestaltet. Auch diesmal nahm er zunächst wieder die Spitze, aber entgegen seinen sonstigen Gepflogenheiten lief er eher mit der Geschwindigkeit eines Bummelzuges. So gab es im Feld ein paar kleinere Rempeleien. Die 400-Meter-Marke wurde in 57,4 s passiert. Woodruff ergriff als Erster die Initiative, übernahm mit einem starken Antritt die Führung und legte gleich einige Meter Abstand zwischen sich und dem Rest des Feldes. Der Italiener Mario Lanzi spurtete nun von weit hinten kommend an seinen Kontrahenten vorbei, konnte Woodruff jedoch nicht mehr erreichen. So gab es Gold für Woodruff, Silber für Lanzi und noch einmal Bronze für Edwards.

### 1500 m
| Platz | Athlet            | Land | Zeit (min) |
| ----- | ----------------- | ---- | ---------- |
| 1     | Jack Lovelock     | NZL  | 3:47,8 WR  |
| 2     | Glenn Cunningham  | USA  | 3:48,4000  |
| 3     | Luigi Beccali     | ITA  | 3:49,2000  |
| 4     | Archie San Romani | USA  | 3:50,0000  |
| 5     | Phil Edwards      | CAN  | 3:50,4000  |
| 6     | Jerry Cornes      | GBR  | 3:51,4000  |
| 7     | Miklós Szabó      | HUN  | 3:53,0000  |
| 8     | Robert Goix       | FRA  | 3:53,8000  |

4 Vorläufe: 5. August, ab 17:00 Uhr

Finale: 6. August, 16:15 Uhr

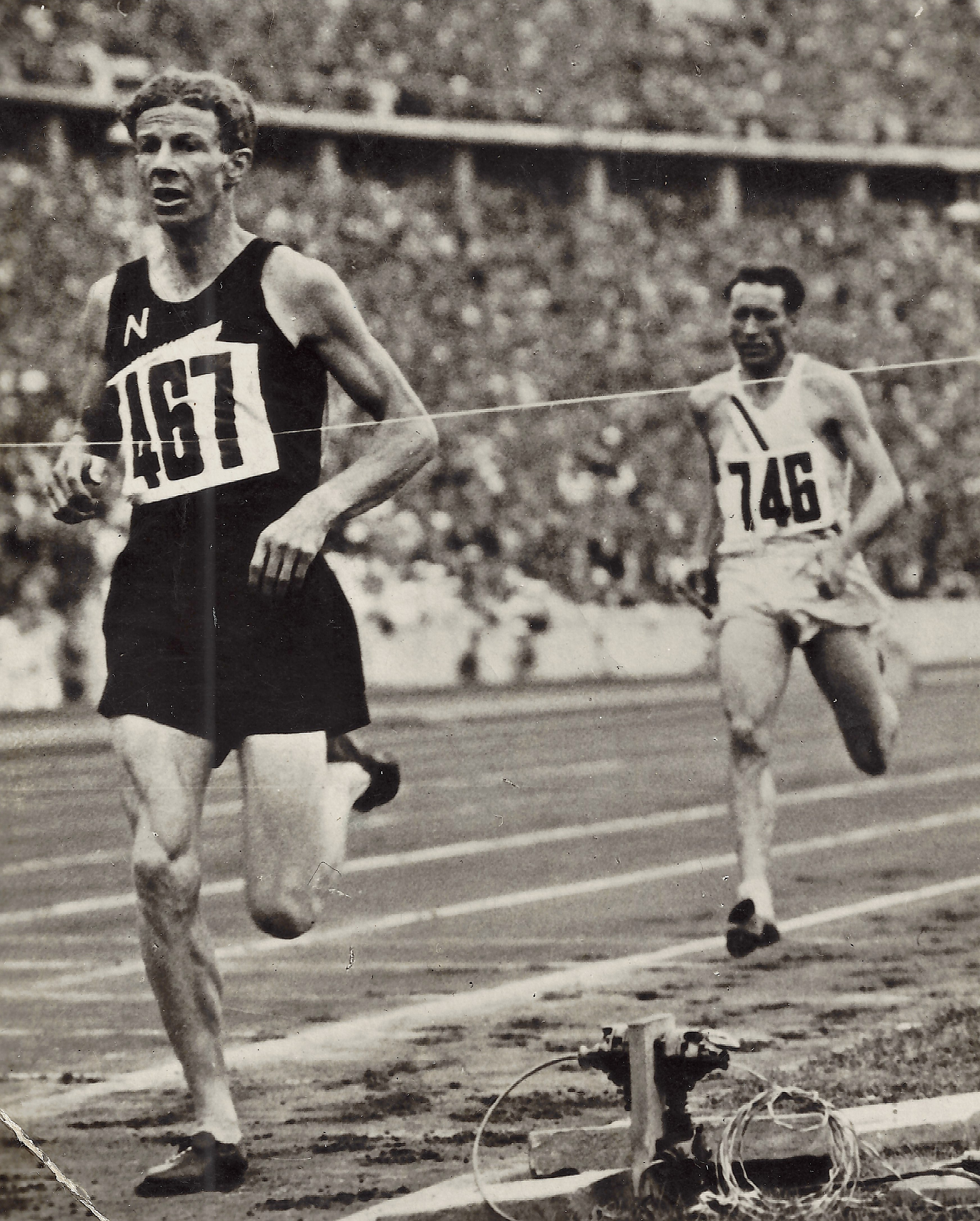
In einem hochklassigen Rennen siegte Jack Lovelock vor Glenn Cunningham

Teilnehmer: 43 Sportler aus 27 Ländern
Für diesen Wettbewerb gab es einen kleineren Favoritenkreis. Dazu gehörten der italienische Olympiasieger von 1932 Luigi Beccali, der US-Amerikaner Glenn Cunningham, der Neuseeländer Jack Lovelock – Cunningham und Lovelock waren ebenfalls bei den Spielen 1932 schon im Finale – und der Brite Sydney Charles Wooderson. Der Brite trat verletzt zum Vorlauf an und schied dort aus. Im Finale entwickelte sich ein Rennen mit hohem Tempo. Vor allem der Brite Jerry Cornes machte anfangs die Führungsarbeit, bei 400 Metern – Durchgangszeit 61,5 s – übernahmen zuerst Cunningham und dann der Schwede Eric Ny, der die 800 Meter in 2:05,0 min durchlief. nach 1000 Metern zog Cunningham einen langen Spurt an, dem nur noch Lovelock folgen konnte. Bei 1200 m – Durchgangszeit 3:05,0 min – lag Lovelock dann schon vorne und lief dem Olympiasieg mit neuem Weltrekord entgegen. Die Schlussrunde hatte er in ganz starken 56,8 s bewältigt. Beccali wurde hinter Cunningham Dritter.
Jack Lovelocks Erfolg war umso erstaunlicher, da er jedes Jahr nur ganz wenige Rennen bestreiten konnte. Er litt unter Schlaflosigkeit und Platzangst, immer wieder begleitet von starken Schwindelgefühlen, die ihn 1949 das Leben kosteten, als er in einem Schwindelanfall unter eine U-Bahn stürzte.

### 5000 m
| Platz | Athlet          | Land | Zeit (min) |
| ----- | --------------- | ---- | ---------- |
| 1     | Gunnar Höckert  | FIN  | 14:22,2 OR |
| 2     | Lauri Lehtinen  | FIN  | 14:25,8000 |
| 3     | Henry Jonsson   | SWE  | 14:29,0000 |
| 4     | Kōhei Murakoso  | JPN  | 14:30,0000 |
| 5     | Józef Noji      | POL  | 14:33,4000 |
| 6     | Ilmari Salminen | FIN  | 14:39,8000 |
| 7     | Umberto Cerati  | ITA  | 14:44,4000 |
| 8     | Louis Zamperini | USA  | 14:46,8000 |

3 Vorläufe: 4. August, ab 18:00 Uhr

Finale: 7. August, 15:15 Uhr

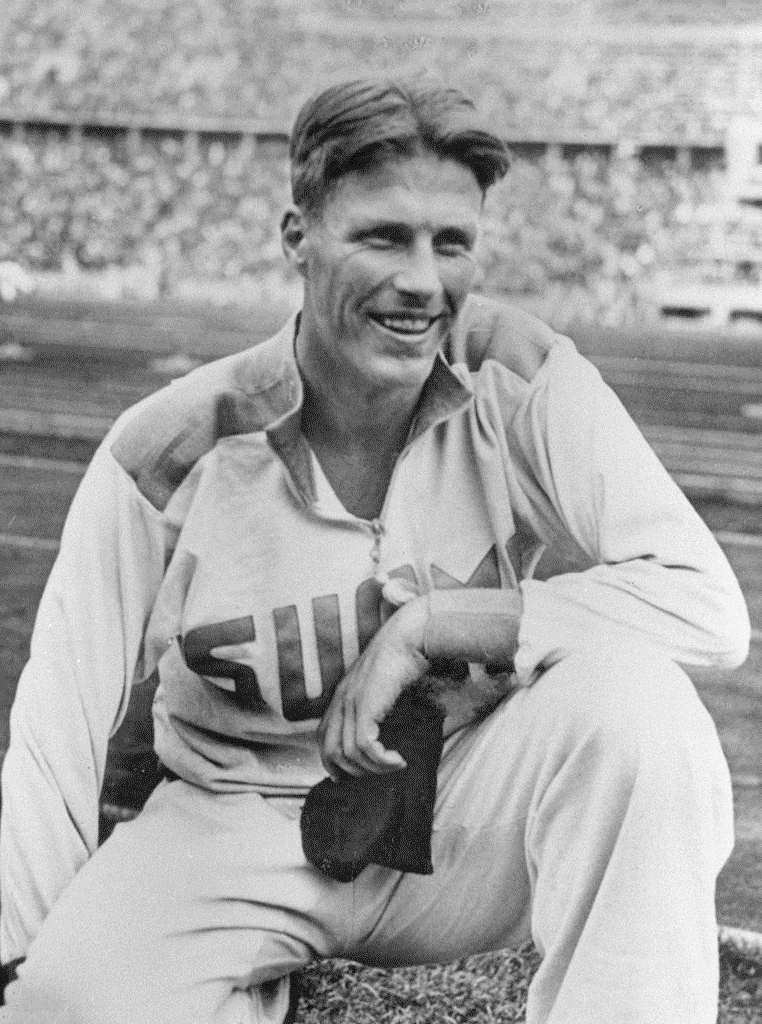
Olympiasieger Gunnar Höckert

Teilnehmer: 41 Sportler aus 23 Ländern
Als Favoriten gingen vor allem wieder die finnischen Langstreckler ins Rennen. Einer ihrer Hauptgegner war an sich der US-Amerikaner Donald Lash, der im Juni über 3000 Meter Paavo Nurmis Weltrekord verbessert hatte. Aber Lash hatte sich bei seiner Anreise auf dem Schiff sechs Kilogramm Übergewicht zugelegt, das er kurzfristig mit Gewalt wieder abzutrainieren versuchte. Da war es um seine Form geschehen. Im Finale führten zunächst die beiden Finnen Lauri Lehtinen und der 10.000-Meter-Olympiasieger Ilmari Salminen – 1000 Meter in 2:49,0 min. Lash löste sie ab, musste aber bei 2000 Metern – 5:45,6 min – abreißen lassen. Nun erschien wie schon über 10.000 Meter der Japaner Kōhei Murakoso, der eine sechsköpfige Spitzengruppe anführte – 3000 Meter in 8:40,0 min und 4000 Meter in 11:37,5 min. Hier verschärfte der Finne Gunnar Höckert wie entfesselt. Seine beiden Landsleute Lehtinen und Salminen kollidierten bei dem Versuch, sofort Anschluss zu halten und so tat sich ganz schnell eine Lücke zwischen Höckert und dem Rest der Spitzengruppe auf. Salminen war sogar gestürzt und hatte viel Zeit verloren, die Entscheidung war gefallen. Höckert wurde mit neuem olympischen Rekord in 14:22,2 min Olympiasieger vor Lehtinen. Der Schwede Henry Jonsson sicherte sich im Spurt die Bronzemedaille, Murakoso wurde wie über 10.000 Meter unglücklicher Vierter.

### 10.000 m
| Platz | Athlet             | Land | Zeit (min) |
| ----- | ------------------ | ---- | ---------- |
| 1     | Ilmari Salminen    | FIN  | 30:15,4    |
| 2     | Arvo Askola        | FIN  | 30:15,6    |
| 3     | Volmari Iso-Hollo  | FIN  | 30:20,2    |
| 4     | Kōhei Murakoso     | JPN  | 30:25,0    |
| 5     | Alec Burns         | GBR  | 30:58,2    |
| 6     | Juan Carlos Zabala | ARG  | 31:22,0    |
| 7     | Max Gebhardt       | GER  | 31:29,6    |
| 8     | Donald Lash        | USA  | 31:39,4    |

Datum: 2. August

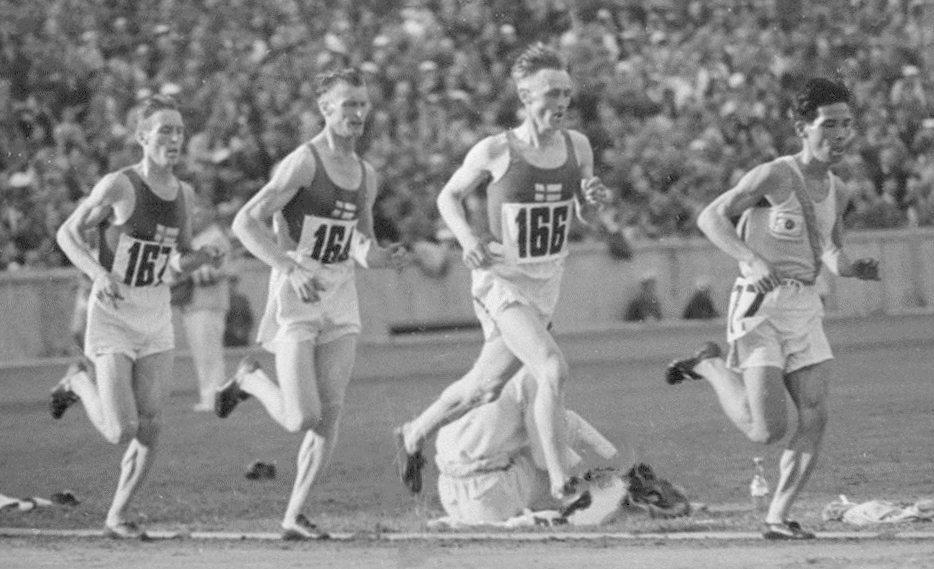
Volmari Iso-Hollo, Arvo Askola, Ilmari Salminen und Kōhei Murakoso beim 10.000-Meter-Lauf

Teilnehmer: 30 Sportler aus 18 Ländern
Die drei Finnen Arvo Askola, Volmari Iso-Hollo und Ilmari Salminen gingen gleich nach Rennbeginn in Führung und kontrollierten zunächst das Geschehen. Doch schnell übernahm der Japaner Kōhei Murakoso die Spitze und schlug dabei ein hohes Tempo an – 5000 Meter in 15:00,9 min. Bei 6000 Metern beschleunigten die drei Finnen, der Brite Alec Burns, der als einziger neben Murakoso noch mithalten konnte, fiel jetzt zurück. Aber der Japaner ließ sich nicht abschütteln und hielt bis zu Beginn der letzten Runde Anschluss. Hier forcierten die Finnen noch einmal und machten jetzt die Medaillen unter sich aus. Iso-Hollo konnte dem Spurt seiner Landsleute nicht mehr folgen und gewann die Bronzemedaille. Der Kampf um Gold blieb bis zum Schluss spannend. Salminen wurde schließlich Olympiasieger, Askola gewann Silber.

### Marathon
| Platz | Athlet           | Land | Zeit (h)     |
| ----- | ---------------- | ---- | ------------ |
| 1     | Son Kitei        | JPN  | 2:29:19,2 OR |
| 2     | Ernie Harper     | GBR  | 2:31:23,2000 |
| 3     | Nan Shōryū       | JPN  | 2:31:42,0000 |
| 4     | Erkki Tamila     | FIN  | 2:32:45,0000 |
| 5     | Väinö Muinonen   | FIN  | 2:33:46,0000 |
| 6     | Johannes Coleman | ZAF  | 2:36:17,0000 |
| 7     | Donald Robertson | GBR  | 2:37:06,2000 |
| 8     | Jackie Gibson    | ZAF  | 2:38:04,0000 |

Datum: 9. August, 15:00 Uhr

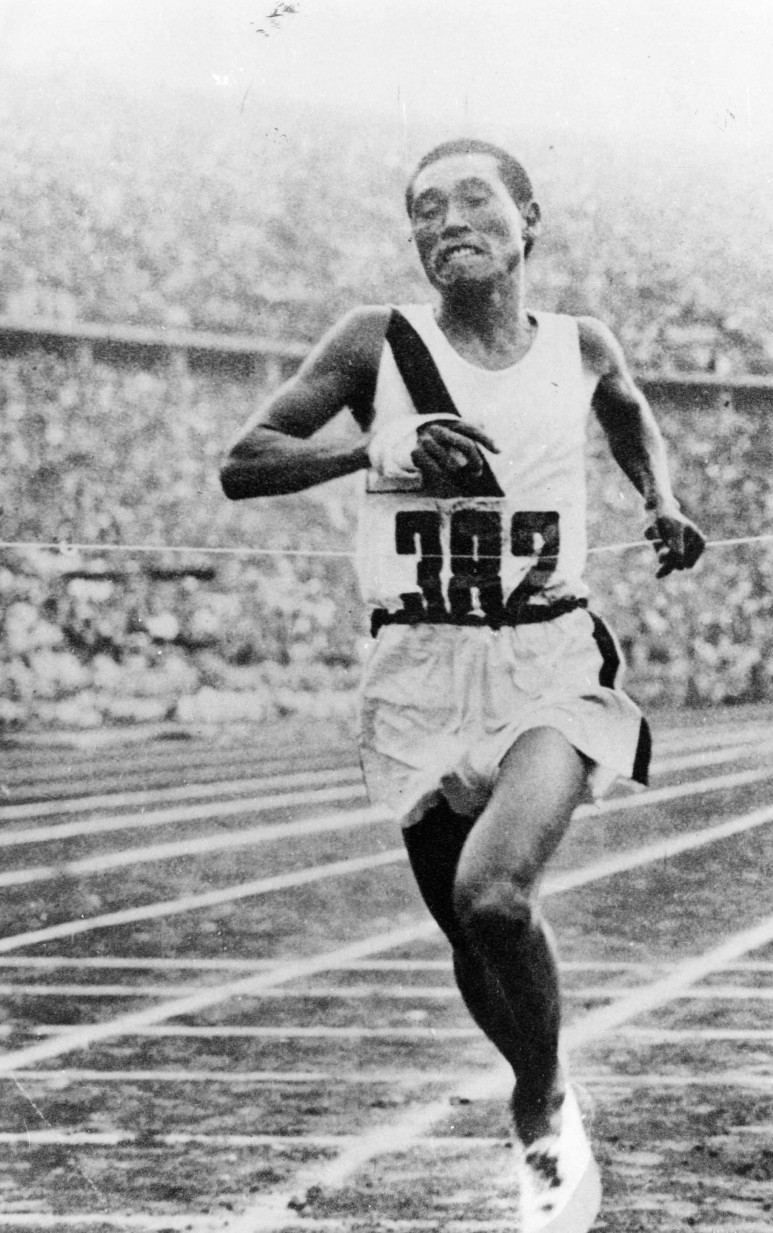
Olympiasieger Son Kitei, eigentlich Sohn Kee-chung

Teilnehmer: 56 Sportler aus 27 Ländern / Streckenlänge 42,15 km
Die Strecke führte vom Olympiastadion über das Maifeld zur Heerstraße, die an der Pichelsdorfer Brücke überquert wurde. Die nächsten acht Kilometer gingen durch den Grunewald Richtung Süden über Schildhorn und Kaiser-Wilhelm-Turm. Nach rund zwölf Kilometern bogen die Läufer auf die AVUS ein, die zehn Kilometer geradeaus führte. Der Wendepunkt war an der Nordkurve, von wo aus es auf dem gleichen Kurs zurückging.
Der Marathonlauf von Berlin hat neben der sportlichen noch eine andere Komponente. In den offiziellen Ergebnislisten erscheinen auf Platz eins und drei die beiden japanischen Läufer Son Kitei und Nan Shōryū. Diese beiden Läufer starteten allerdings gezwungenermaßen für Japan. Eigentlich waren sie Koreaner und auch ihre Namen lauteten anders. Der Sieger hieß in Wirklichkeit Sohn Kee-chung, der Name des Dritten lautete korrekt Nam Sung-yong. Hintergrund ist die nationalistische Machtpolitik des Japans dieser Zeit. Das Land Korea wurde von den Japanern überfallen und annektiert. Die beiden Marathonläufer waren aussichtsreiche Kandidaten für die Spiele in Berlin, also wurden ihre Namen kurzerhand 'japanisiert'. Beide wandten sich demonstrativ ab, als die japanische Flagge bei der Siegerehrung hochgezogen wurde – ein trauriges olympisches Kapitel, das in das nationalsozialistische Deutschland der damaligen Zeit passte.
Im Rennen versuchte der Olympiasieger von 1932 Juan Carlos Zabala, seinen Sieg zu wiederholen, führte von Anfang an und war mit schnellem Tempo bald alleine vorn. Doch er hatte sich übernommen und musste das Rennen nach dreißig Kilometern aufgeben. Bei Kilometer 35 schüttelte Sohn Kee-chung alias Son Kitei dann seinen letzten Verfolger Ernie Harper ab und gewann die Goldmedaille. Der als Nan Shōryū laufende Nam Sung-yong belegte hinter Harper den dritten Rang.

### 110 m Hürden
| Platz | Athlet            | Land | Zeit (s) |
| ----- | ----------------- | ---- | -------- |
| 1     | Forrest Towns     | USA  | 14,2     |
| 2     | Don Finlay        | GBR  | 14,4     |
| 3     | Fritz Pollard jr. | USA  | 14,4     |
| 4     | Håkan Lidman      | SWE  | 14,4     |
| 5     | John Thornton     | GBR  | 14,7     |
| 6     | Larry O’Connor    | CAN  | 15,0     |

6 Vorläufe: 5. August, ab 16:30 Uhr
2 Zwischenläufe am 6. August, ab 15:00 Uhr

Finale: 6. August, 17:45 Uhr

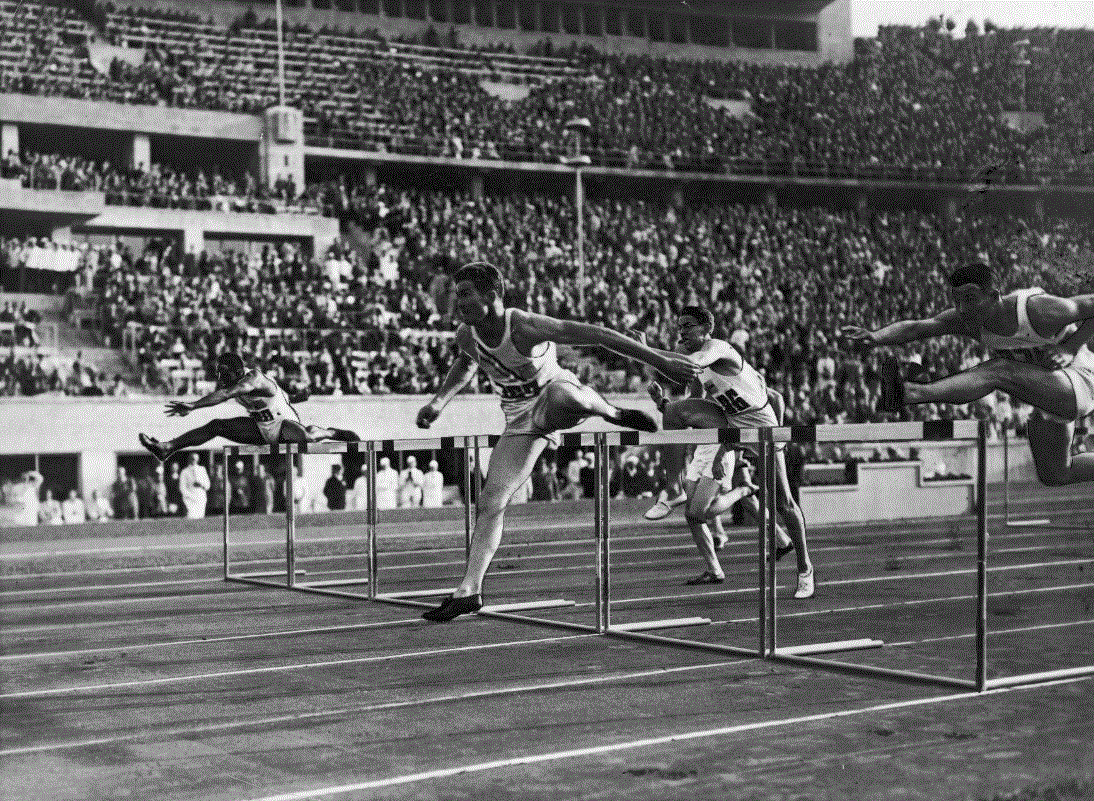
110-Meter-Hürdenfinale (v. l. n. r.): Fritz Pollard. John Thornton (verdeckt), Håkan Lidman, Forrest Towns, Don Finlay

Teilnehmer: 31 Sportler aus 20 Ländern

Die Regel, wonach Rekorde nur anerkannt werden konnten, wenn keine Hürde gerissen wurde, war nun abgeschafft.
Bereits im Zwischenlauf stellte Forrest Towns mit 14,1 s seinen eigenen bestehenden Weltrekord ein. Dieser Forrest Towns hatte eigentlich Hochspringer werden wollen und hatte sich dazu im Garten zu Hause eine Hochsprunganlage gebaut. Mit neunzehn Jahren übersprang er 1,83 m, was ihm ein Stipendium einbrachte. Der Leichtathletiktrainer am College überredete ihn jedoch zum Hürdenlauf zu wechseln, wo Towns sich innerhalb von zwei Jahren bis 1935 bis auf 14,4 s verbesserte. Vor den Spielen lief er mit 14,1 s sogar neuen Weltrekord. Im Finale führte bis zur dritten Hürde Fritz Pollard, aber Towns war mit seiner ausgezeichneten Hürdentechnik der klar beste Hürdensprinter. Mit zwei Zehntelsekunden Vorsprung gewann er vor dem Briten Donald Finlay und Pollard, der beim Reißen einer Hürde Finlay noch passieren lassen musste.

### 400 m Hürden

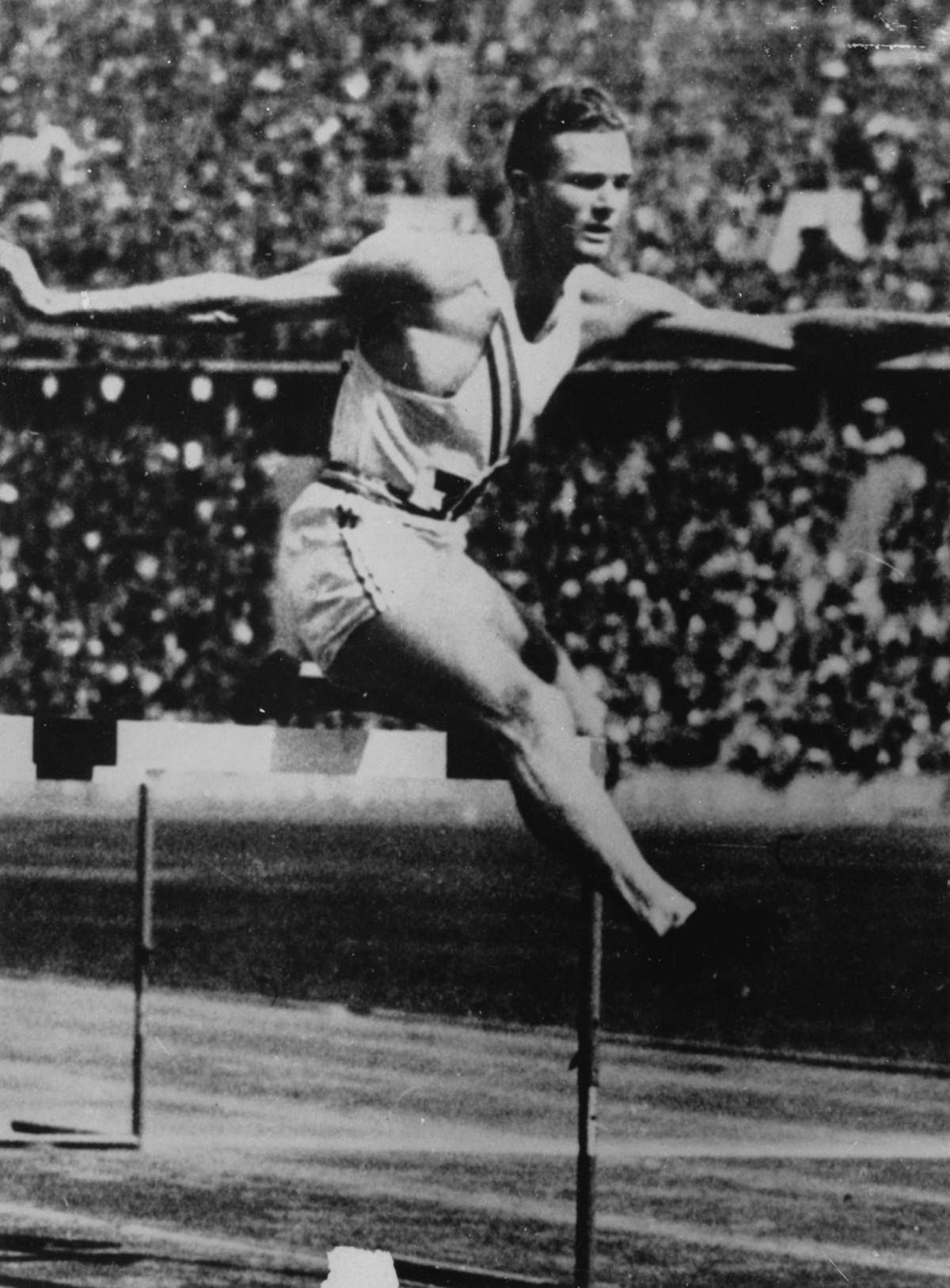
Glenn Hardin – Weltrekordinhaber und 1932 Olympiazweiter – gewann die Goldmedaille

| Platz | Athlet            | Land | Zeit (s) |
| ----- | ----------------- | ---- | -------- |
| 1     | Glenn Hardin      | USA  | 52,4     |
| 2     | John Loaring      | CAN  | 52,7     |
| 3     | Miguel White      | PHI  | 52,8     |
| 4     | Joseph Patterson  | USA  | 53,0     |
| 5     | Sylvio Padilha    | BRA  | 54,0     |
| 6     | Christos Mantikas | GRE  | 54,2     |

6 Vorläufe: 3. August, ab 15:00 Uhr
2 Zwischenläufe am 4. August, ab 15:00 Uhr

Finale: 4. August, 17:30 Uhr

Teilnehmer: 32 Sportler aus 20 Ländern
In diesem Rennen krönte der US-Amerikaner Glenn Hardin seine Laufbahn. Bei den Olympischen Spielen 1932 hatte er Silber gewonnen und dabei den weiterhin bestehenden olympischen Rekord von 52,0 s aufgestellt. Damals hatte noch die Regel gegolten, dass Rekorde nur anerkannt wurden, wenn keine Hürde gerissen worden war, und so war die Siegerzeit von 51,7 s des irischen Olympiasiegers Bob Tisdall nicht bestenlistenreif. 1934 hatte Hardin in Stockholm den Weltrekord mit 50,6 s in seinen Besitz gebracht. Und nun gewann er in Berlin die Goldmedaille. Allerdings ging es enger zu als erwartet. Der Kanadier John Loaring war nur drei Zehntelsekunden hinter ihm, Miguel White von den Philippinen nur vier Zehntel. Für die beiden gab es Silber und Bronze. Vierter wurde knapp dahinter der US-Amerikaner Joseph Patterson.

### 3000 m Hindernis
| Platz | Athlet            | Land | Zeit (min)    |
| ----- | ----------------- | ---- | ------------- |
| 1     | Volmari Iso-Hollo | FIN  | 9:03,8 WBL/OR |
| 2     | Kalle Tuominen    | FIN  | 9:06,80000000 |
| 3     | Alfred Dompert    | GER  | 9:07,20000000 |
| 4     | Martti Matilainen | FIN  | 9:09,00000000 |
| 5     | Harold Manning    | USA  | 9:11,20000000 |
| 6     | Lars Larsson      | SWE  | 9:16,60000000 |
| 7     | Voldemārs Vītols  | LAT  | 9:18,80000000 |
| 8     | Glen Dawson       | USA  | 9:21,20000000 |

3 Vorläufe: 3. August, ab 18:00 Uhr

Finale: 8. August, 16:00 Uhr

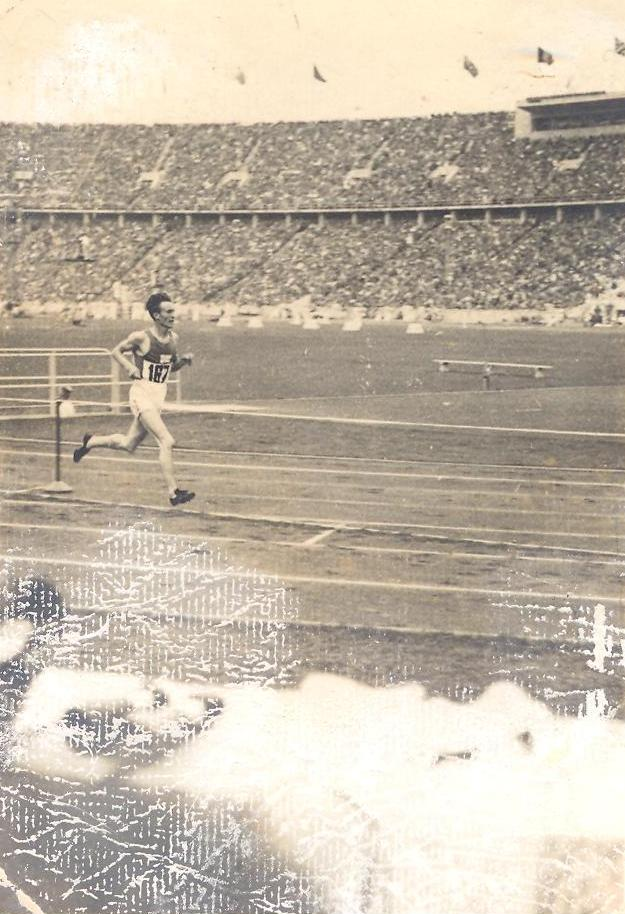
Volmari Iso-Hollo – zweiter Olympiasieg in Folge auf der Hindernisstrecke

Teilnehmer: 28 Sportler aus 13 Ländern
Weltrekorde wurden wegen immer noch nicht vereinheitlichten Platzierung der Hindernisse auf der Strecke offiziell immer noch nicht geführt. Die eindeutige Favoritenrolle hatten die drei finnischen Läufer, allen voran der Olympiasieger von 1932 Volmari Iso-Hollo. Der deutsche Teilnehmer Alfred Dompert war eigentlich nur eine Verlegenheitsmeldung des Deutschen Leichtathletik-Verbands, Dompert hatte über 1500 Meter die Olympianorm verfehlt und an den deutschen Meisterschaften über 3000 Meter Hindernis gar nicht teilgenommen. Im Finale schlug Iso-Hollo von Beginn an ein hohes Tempo an, es folgten zunächst nur der Inhaber der inoffiziellen Weltbestzeit Harold Manning (USA), der Finne Martti Matilainen und völlig überraschend Alfred Dompert. Dann arbeitete sich auch der dritte Finne Kalle Tuominen an die Spitzengruppe heran, die bis zwei Runden vor Schluss so zusammenblieb. An dieser Stelle forcierte Iso-Hollo enorm und setzte sich von allen anderen ab. Manning fiel deutlich zurück. Tuominen lag an zweiter Stelle, dicht dahinter folgten Dompert und Matilainen, der dann jedoch auch abreißen lassen musste. In dieser Reihenfolge kamen die Läufer ins Ziel, Gold also für Iso-Hollo mit neuem olympischen Rekord und in Weltbestzeit, Silber für Tuominen und eine völlig unerwartete Bronzemedaille für Dompert.

### 4 × 100 m Staffel

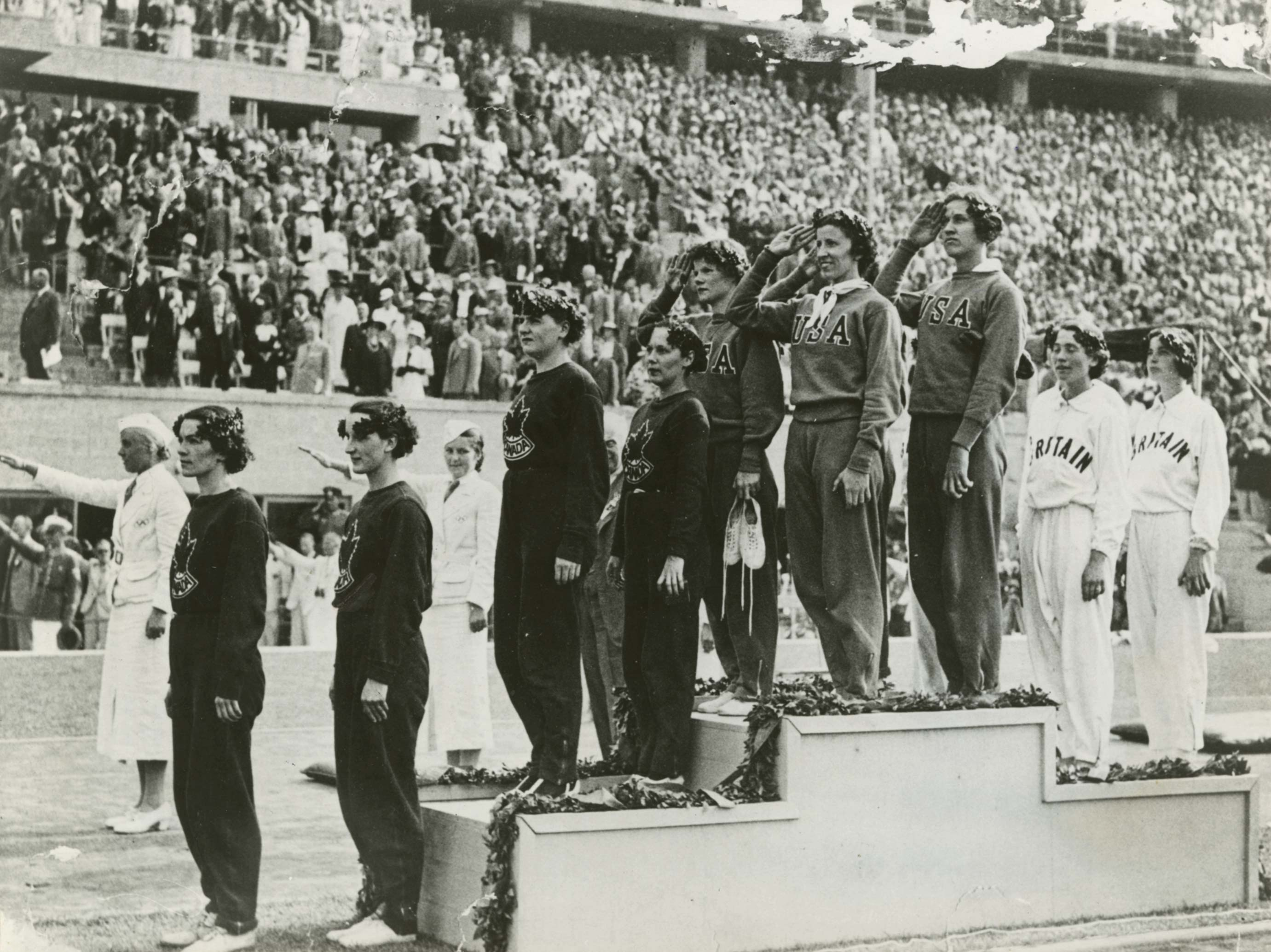
Siegerehrung: links die kanadische Staffel, in der Mitte die US-Staffel, rechts die britische Mannschaft

| Platz | Land               | Athleten                                                           | Zeit (s) |
| ----- | ------------------ | ------------------------------------------------------------------ | -------- |
| 1     | USA                | Jesse Owens Ralph Metcalfe Foy Draper Frank Wykoff                 | 39,8 WR  |
| 2     | Königreich Italien | Orazio Mariani Gianni Caldana Elio Ragni Tullio Gonnelli           | 41,1000  |
| 3     | Deutsches Reich    | Wilhelm Leichum Erich Borchmeyer Erwin Gillmeister Gerd Hornberger | 41,2000  |
| 4     | Argentinien        | Juan Lavenás Antonio Sande Carlos Hofmeister Tomás Beswick         | 42,2000  |
| 5     | Kanada             | Sam Richardson Bruce Humber Lee Orr Howard McPhee                  | 42,7000  |
|       | Niederlande        | Tjeerd Boersma Wil van Beveren Christiaan Berger Martinus Osendarp | DSQ000   |

3 Vorläufe: 8. August, ab 15:00 Uhr

Finale: 9. August, 15:15 Uhr

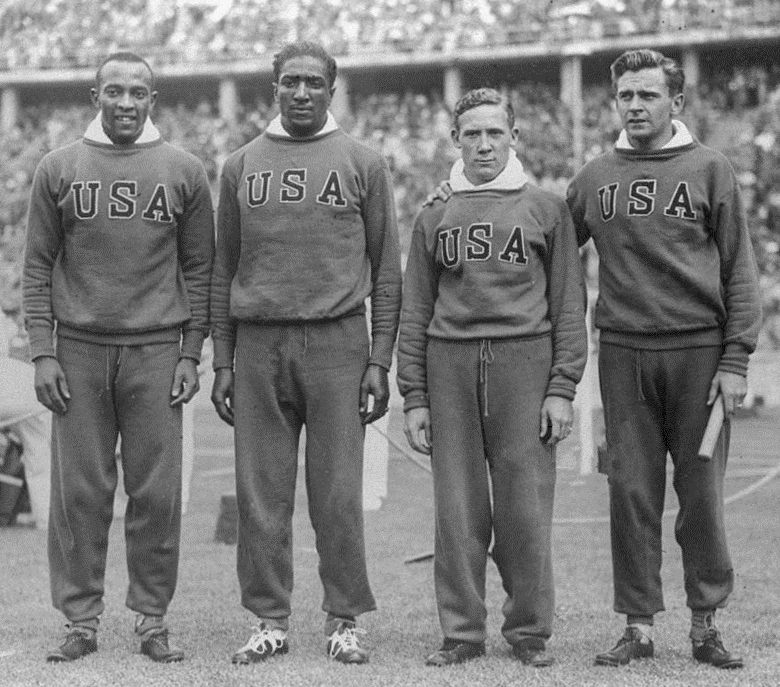
Die siegreiche US-Staffel (v. l. n. r.): Jesse Owens, Ralph Metcalfe, Foy Draper, Frank Wykoff

Teilnehmer: 60 Sportler aus 15 Ländern
Gegen die Überlegenheit der US-Staffel, die entgegen früherer schon einmal angewandter Praxis hier in Bestbesetzung antrat, konnte keine andere Staffel etwas ausrichten. Bereits im Vorlauf stellte die USA den bestehenden Weltrekord ein. Im Finale lief das Team dann noch einmal schneller und blieb als erste Staffel überhaupt mit 39,8 s unter der 40-Sekunden-Marke. Italien wurde deutlich abgeschlagen Zweiter. Auf dem dritten Platz lagen die Niederländer, aber Schlussläufer Martinus Osendarp verlor den Stab, sodass die deutsche Staffel noch zu einer Bronzemedaille kam. Der Weltrekord der Goldstaffel wurde erst zwanzig Jahre später bei den Olympischen Spielen 1956 in Melbourne unterboten.

### 4 × 400 m Staffel
| Platz | Land            | Athleten                                                          | Zeit (min) |
| ----- | --------------- | ----------------------------------------------------------------- | ---------- |
| 1     | Großbritannien  | Freddie Wolff Godfrey Rampling Bill Roberts Godfrey Brown         | 3:09,0     |
| 2     | USA             | Harold Cagle Robert Young Edward O’Brien Alfred Fitch             | 3:11,0     |
| 3     | Deutsches Reich | Helmut Hamann Friedrich von Stülpnagel Harry Voigt Rudolf Harbig  | 3:11,8     |
| 4     | CAN             | Marshall Limon Phil Edwards William Fritz John Loaring            | 3:11,8     |
| 5     | Schweden        | Sven Strömberg Per Edfeldt Olof Danielsson Bertil von Wachenfeldt | 3:13,0     |
| 6     | Ungarn          | Tibor Ribényi Zoltán Zsitva József Vadas József Kovács            | 3:14,8     |

3 Vorläufe: 8. August, ab 16:30 Uhr

Finale: 9. August, 15:45 Uhr

Teilnehmer: 49 Sportler aus 12 Ländern
Wie bei den Olympischen Spielen 1932 setzten die US-Amerikaner über 4-mal 400 Meter mit Olympiasieger Archie Williams und dem Olympiadritten James LuValle ihre stärksten Läufer in diesem Wettbewerb nicht ein. Sie gingen davon aus, dass auch ihre Zweitbesetzung problemlos die Goldmedaille gewinnen würde. Doch diesmal hatte sie sich verrechnet. Nach den Startläufern führten ganz überraschend die Kanadier vor der USA und Großbritannien, die beim zweiten Wechsel die Führung vor der USA und Kanada übernahmen. Auf der dritten Teilstrecke vergrößerten die Briten ihren Vorsprung gegenüber den US-Amerikanern und Deutschland setzte sich nun mit deutlichem Abstand auf den dritten Platz knapp vor Kanada. Diese Reihenfolge änderte sich mit den Schlussläufern nicht mehr. Großbritannien erlief sich mit klarem Vorsprung Gold vor der US-Staffel. In einem harten Kampf mit den Kanadiern behauptete die deutsche Staffel knapp die Bronzemedaille.

### 50 km Gehen
| Platz | Athlet             | Land | Zeit (h)     |
| ----- | ------------------ | ---- | ------------ |
| 1     | Harold Whitlock    | GBR  | 4:30:41,4 OR |
| 2     | Arthur Tell Schwab | SUI  | 4:32:09,2000 |
| 3     | Adalberts Bubenko  | LAT  | 4:32:42,2000 |
| 4     | Jaroslav Štork     | TCH  | 4:34:00,2000 |
| 5     | Edgar Bruun        | NOR  | 4:34:53,2000 |
| 6     | Fritz Bleiweiß     | GER  | 4:36:48,4000 |
| 7     | Karl Reiniger      | SUI  | 4:40:45,0000 |
| 8     | Étienne Laisné     | FRA  | 4:41:40,0000 |

Datum: 5. August, 13:00 Uhr

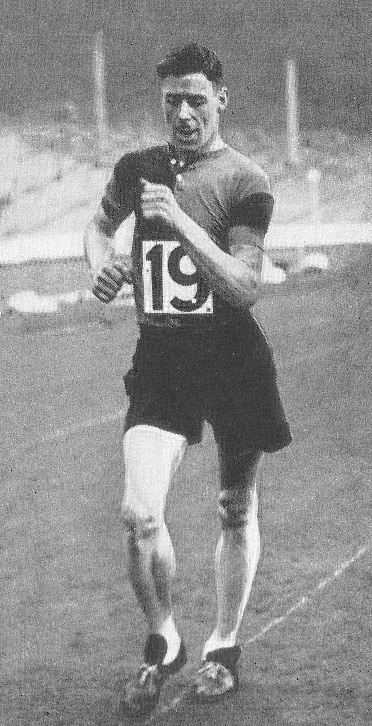
Olympiasieger Harold Whitlock

Teilnehmer: 49 Sportler aus 12 Ländern
Die Strecke war nahezu identisch mit der im Marathonlauf, der einzige Unterschied war, dass die Geher nach der Nordkurve auf der AVUS noch eine acht Kilometer lange Schleife im Grunewald absolvieren mussten.
Bedingt durch kleine Regenschauer vor dem Rennen und Temperaturen um die 18° Celsius hatten die Teilnehmer nicht mit den Hitzestrapazen der vorangegangenen olympischen Austragung zu kämpfen. Nach wechselnden Führungen in der Anfangsphase übernahm der Brite Harold Whitlock ab Kilometer 32,5 die Spitze. Er schaffte eine Lücke zwischen sich und seine Verfolger, die er bis zum Ziel langsam, aber kontinuierlich ausbaute. Mit neuem olympischen Rekord wurde er Olympiasieger. Sein Vorsprung auf den Zweiten Arthur Schwab aus der Schweiz betrug im Ziel fast eineinhalb Minuten. Weitere 33 Sekunden dahinter gewann der Lette Adalberts Bubenko die Bronzemedaille.
Harold Whitlock verbesserte den olympischen Rekord um mehr als neunzehn Minuten und verfehlte die Weltbestzeit nur um ca. vier Minuten.

### Hochsprung
| Platz | Athlet            | Land | Höhe (m) |
| ----- | ----------------- | ---- | -------- |
| 1     | Cornelius Johnson | USA  | 2,03 OR  |
| 2     | Dave Albritton    | USA  | 2,00000  |
| 3     | Delos Thurber     | USA  | 2,00000  |
| 4     | Kalevi Kotkas     | FIN  | 2,00000  |
| 5     | Yada Kimio        | JPN  | 1,97000  |
| 6     | Asakuma Yoshirō   | JPN  | 1,94000  |
| 6     | Lauri Kalima      | FIN  | 1,94000  |
| 6     | Tanaka Hiroshi    | JPN  | 1,94000  |
| 6     | Gustav Weinkötz   | GER  | 1,94000  |

Qualifikation: 2. August, ab 10:30 Uhr – Qualifikationshöhe: 1,85 m

Finale: 2. August, 15:00 Uhr mit 22 qualifizierten Sportlern

Teilnehmer: 40 Sportler aus 24 Ländern
Topfavorit war der US-amerikanische Weltrekordmitinhaber Cornelius Johnson. Auch der zweite Weltrekordler Dave Albritton – beide hatten 2,07 m übersprungen – war in Berlin dabei. Johnson übersprang als einziger die olympische Rekordhöhe von 2,03 m und gewann damit die Goldmedaille. Die Rangfolge auf den Plätzen zwei bis vier wurde durch einen Stichkampf entschieden, der außerordentlich spannend verlief. Albritton wurde schließlich Zweiter vor Delos Thurber und Europameister Kalevi Kotkas. Regulär hatten alle drei Springer 2,00 m bewältigt.
Zu einem durch die Ideologie der Nationalsozialisten bedingten rassistischen Eklat kam es, als die Siegerehrung vorgenommen werden sollte. Adolf Hitler verweigerte dem afroamerikanischen Goldmedaillengewinner Cornelius Johnson den Handschlag. Das IOC forderte Hitler auf, entweder allen Siegern zu gratulieren oder niemandem. Hitler entschied sich dafür, zukünftig keine Gratulationen im Stadion vorzunehmen. Später wurde fälschlicherweise berichtet, Hitler habe dem vierfachen Olympiasieger Jesse Owens den Handschlag verweigert. Tatsächlich hatte es sich um Cornelius Johnson gehandelt, was diese Handlung allerdings keineswegs in einem besseren Licht erscheinen lässt.

### Stabhochsprung

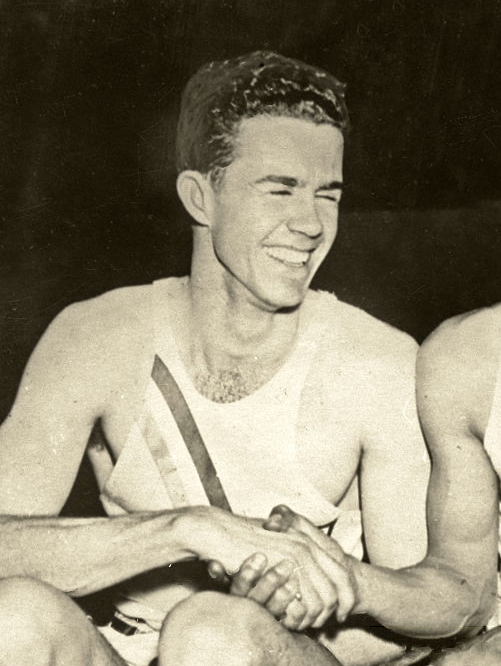
Olympiasieger Earle Meadows

| Platz | Athlet            | Land | Höhe (m) |
| ----- | ----------------- | ---- | -------- |
| 1     | Earle Meadows     | USA  | 4,35 OR  |
| 2     | Nishida Shūhei    | JPN  | 4,25000  |
| 3     | Ōe Sueo           | JPN  | 4,25000  |
| 4     | William Sefton    | USA  | 4,25000  |
| 5     | William Graber    | USA  | 4,15000  |
| 6     | Josef Haunzwickel | AUT  | 4,00000  |
| 6     | Danilo Innocenti  | ITA  | 4,00000  |
| 6     | Alfred Proksch    | AUT  | 4,00000  |
| 6     | Kiyoshi Adachi    | JPN  | 4,00000  |
| 6     | Wilhelm Schneider | POL  | 4,00000  |
| 6     | Syl Apps          | CAN  | 4,00000  |
| 6     | Bo Ljungberg      | SWE  | 4,00000  |
| 6     | Péter Bácsalmási  | HUN  | 4,00000  |
| 6     | Jan Korejs        | TCH  | 4,00000  |
| 6     | Richard Webster   | GBR  | 4,00000  |
| 6     | Viktor Zsuffka    | HUN  | 4,00000  |

Qualifikation: 5. August, ab 10:30 Uhr – Qualifikationshöhe: 3,80 m

Finale: 5. August, 16:00 Uhr mit 25 qualifizierten Sportlern

Teilnehmer: 30 Sportler aus 21 Ländern
Der Stabhochsprungwettkampf dauerte bis 21:00 Uhr, zwischen 18:15 Uhr und 18:35 Uhr musste er wegen Regens unterbrochen werden. Als um die Medaillen gesprungen wurde, war es schon so dunkel, dass die Scheinwerfer eingeschaltet wurden. Zusammen mit der äußeren Kühle waren diese Bedingungen nicht einfach für die Springer. Wie schon vier Jahre zuvor gab es einen Kampf zwischen US-Amerikanern und Japanern, bei dem Nishida Shūhei und William Graber wie 1932 beteiligt waren. Der US-Amerikaner Earle Meadows war nach einigen Fehlversuchen bei niedrigeren Höhen schließlich der einzige, der die olympische Rekordhöhe von 4,35 m überquerte. Die Rangfolge auf den Plätzen zwei bis vier wurde durch einen Stichkampf entschieden. Shūhei erreichte dabei genauso wie sein Landsmann Sueo eine Höhe von 4,25 m. Da der am Stechen ebenfalls beteiligte William Sefton inzwischen ausgeschieden war, einigten sich die beiden Japaner, auf eine weitere Fortsetzung zu verzichten.
Die japanische Mannschaftsleitung legte daraufhin fest, dass Shūhei die Silber- und Sueo die Bronzemedaille erhalten sollte, weil Shūhei einen Fehlversuch weniger hatte. Die beiden Athleten waren mit dieser Entscheidung nicht einverstanden. Sie zerschnitten nach ihrer Rückkehr ihre Medaillen und setzten sie mit jeweils der anderen Hälfte wieder zusammen. Die dabei entstandenen Medaillen werden im englischsprachigen Raum als „Medaille der ewigen Freundschaft“ bezeichnet. Natürlich änderte das Zerteilen der Medaillen nichts an der offiziellen Rangfolge. Allerdings mutet es heute schon etwas seltsam an, dass eine nationale Mannschaftsführung und nicht das Kampfgericht die offizielle Rangfolge festlegte.
Der sechste Platz wurde mit einer gesprungenen Höhe von 4,00 m insgesamt elf Mal vergeben. Auf ein Stechen wurde hierbei verzichtet.

### Weitsprung

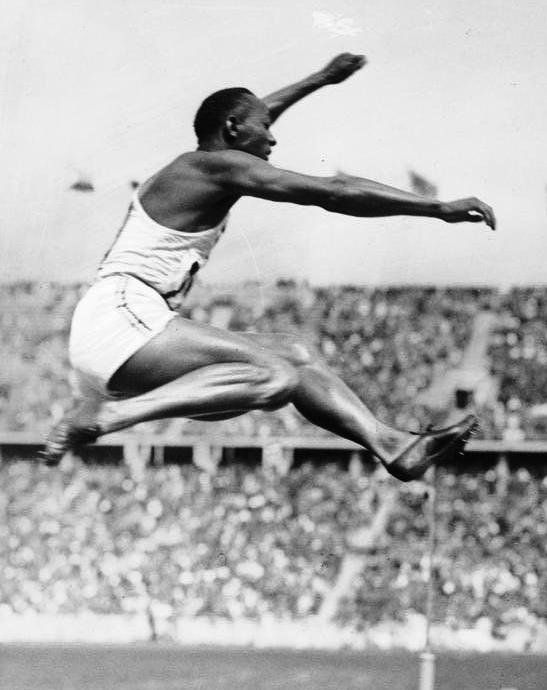
Jesse Owens beim Weitsprung

| Platz | Athlet          | Land | Weite (m)                           |
| ----- | --------------- | ---- | ----------------------------------- |
| 1     | Jesse Owens     | USA  | 8,06 zu starker Rückenwind, kein OR |
| 2     | Luz Long        | GER  | 7,87                                |
| 3     | Tajima Naoto    | JPN  | 7,74                                |
| 4     | Wilhelm Leichum | GER  | 7,73                                |
| 4     | Arturo Maffei   | ITA  | 7,73                                |
| 6     | Bob Clark       | USA  | 7,67                                |
| 7     | John Brooks     | USA  | 7,41                                |
| 8     | Robert Paul     | FRA  | 7,34                                |

Qualifikation: 4. August, ab 10:30 Uhr – Qualifikationsweite: 7,15 m

Finale: 4. August, 16:30 Uhr mit 16 qualifizierten Sportlern

Teilnehmer: 43 Sportler aus 27 Ländern
Der Weitsprung gehörte zu den herausragenden Wettbewerben dieser Spiele. Die beiden Deutschen Luz Long und Europameister Wilhelm Leichum hatten sich mit ihrem jeweils ersten Sprung für das Finale qualifiziert, während der haushohe Favorit Jesse Owens angeblich nur noch einen Versuch übrig hatte. Long soll ihm Mut zugesprochen haben und Owens soll es mühelos geschafft haben. Hier begann eine Sportfreundschaft, die allerdings unter den Vorzeichen des Nationalsozialismus in Deutschland Hindernisse bekommen haben soll. Diese Geschichte wurde später aber widerlegt und als von Owens selbst begründete Legende enttarnt. Tatsächlich schaffte auch dieser nämlich die Qualifikation mit dem ersten Sprung. Das Halbfinale und Finale am Nachmittag entwickelten sich absolut hochklassig. Weltrekordler Owens ging gleich mit 7,74 m in Führung, Naoto Tajima war knapp dahinter Zweiter, dann folgte Long, der im nächsten Versuch mit Owens gleichzog. Aber der US-Amerikaner verbesserte sich auf 7,87 m. Auch Tajima schaffte im dritten Versuch 7,74 m und lag damit gleichauf mit Long. Die Durchgänge fünf und sechs brachten die Entscheidung. Long kam wie Owens auf 7,87 m, aber diesem gelang in Durchgang sechs mit 8,06 m der einzige Acht-Meter-Sprung dieser Konkurrenz. All diese Weiten waren äußerst hochklassig, konnten jedoch wegen zu starker Rückenwinde nicht offiziell in den Bestenlisten gewertet werden. Zwischen Long und Owens fand während des Wettkampfs immer wieder ein Austausch statt, was dem Deutschen anschließend herbe Kritik des nationalsozialistischen Regimes in Deutschland einbrachte.

### Dreisprung

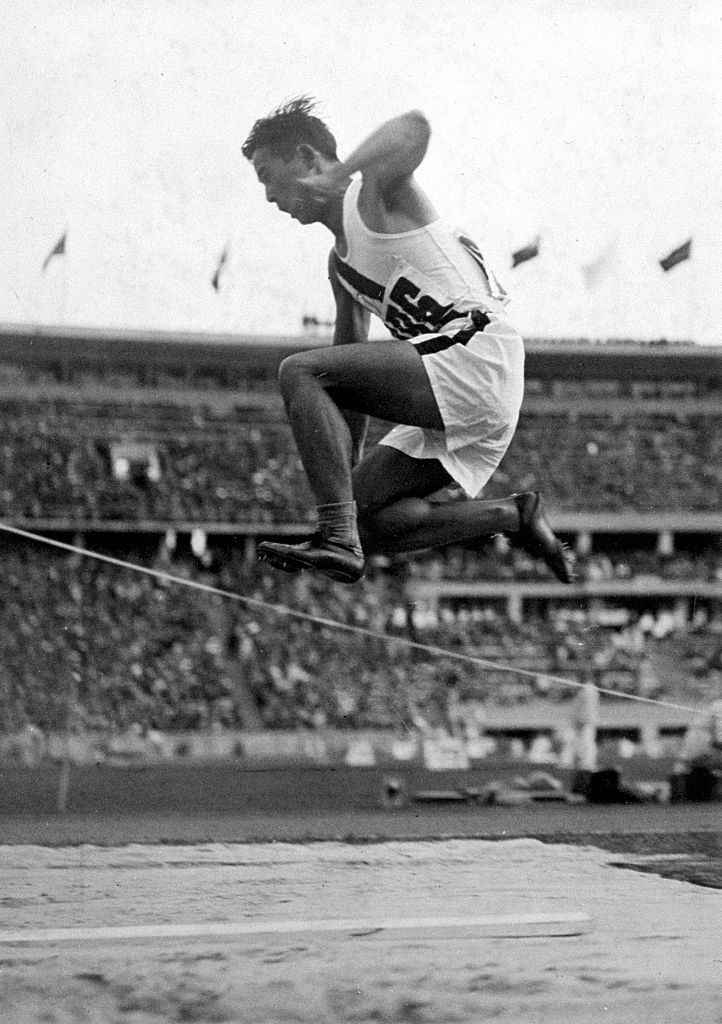
Tajima Naoto errang nach Bronze im Weitsprung mit dem ersten 16-Meter-Sprung der Leichtathletikgeschichte Gold im Dreisprung

| Platz | Athlet          | Land | Weite (m) |
| ----- | --------------- | ---- | --------- |
| 1     | Tajima Naoto    | JPN  | 16,00 WR  |
| 2     | Harada Masao    | JPN  | 15,66000  |
| 3     | Jack Metcalfe   | AUS  | 15,50000  |
| 4     | Heinz Wöllner   | GER  | 15,27000  |
| 5     | Rolland Romero  | USA  | 15,08000  |
| 6     | Ōshima Kenkichi | JPN  | 15,07000  |
| 7     | Erich Joch      | GER  | 14,88000  |
| 8     | Dudley Wilkins  | USA  | 14,83000  |

Qualifikation: 6. August, ab 10:30 Uhr – Qualifikationsweite: 14,00 m

Finale: 6. August, 16:30 Uhr mit 23 qualifizierten Sportlern

Teilnehmer: 31 Sportler aus 19 Ländern
Bei den beiden vorangegangenen Spielen hatten japanische Athleten den Dreisprung gewonnen. Den Weltrekord hatte ihnen mit 15,74 m inzwischen der Australier Jack Metcalfe abgejagt. So traten die japanischen Dreispringer und Metcalfe hier als Topfavoriten an. In Durchgang vier gelang dem Tajima Naoto, zwei Tage zuvor bereits Bronzemedaillengewinner im Weitsprung, der erste Sprung über 16,00 Meter der Geschichte. Damit gewann er die Goldmedaille vor seinem Landsmann Harada Masao, der 15,66 m erreichte. Metcalfe sprang mit 15,50 m zur Bronzemedaille. Im Gegensatz zum Weitsprung ließ der Rückenwind für diesen Wettbewerb die Aufnahme der Leistungen in die Bestenlisten zu.

### Kugelstoßen

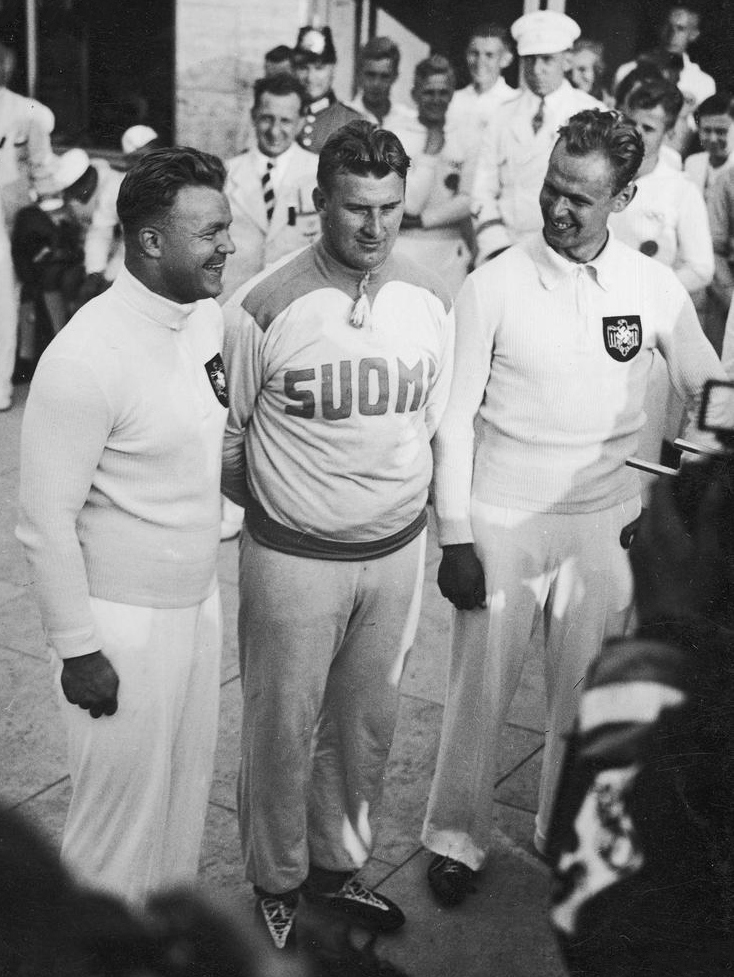
Die Medaillengewinner im Kugelstoßen (v. l. n. r.): Hans Woellke, Sulo Bärlund, Gerhard Stöck

| Platz | Athlet          | Land | Weite (m) |
| ----- | --------------- | ---- | --------- |
| 1     | Hans Woellke    | GER  | 16,20 OR  |
| 2     | Sulo Bärlund    | FIN  | 16,12000  |
| 3     | Gerhard Stöck   | GER  | 15,66000  |
| 4     | Sam Francis     | USA  | 15,45000  |
| 5     | Jack Torrance   | USA  | 15,38000  |
| 6     | Dimitri Zaitz   | USA  | 15,32000  |
| 7     | František Douda | TCH  | 15,28000  |
| 8     | Arnold Viiding  | EST  | 15,23000  |

Qualifikation: 2. August, ab 11:00 Uhr – Qualifikationsweite: 14,50 m

Finale: 2. August, 17:30 Uhr mit 15 qualifizierten Sportlern

Teilnehmer: 22 Sportler aus 14 Ländern
Weltrekordler Jack Torrance war gesundheitsbedingt nicht in der Lage, um Gold mitzustoßen. Mit 15,38 m gelang ihm noch ein fünfter Platz. Bis zum fünften Durchgang führte der Finne Sulo Bärlund, dem mit 16,03 m der einzige 16-Meter-Stoß bis dahin gelungen war. Und er verbesserte sich im fünften Versuch noch auf 16,12 m. In diesem Durchgang aber steigerte sich der Deutsche Hans Woellke auf die olympische Rekordweite von 16,20 m und gewann damit die Goldmedaille vor Bärlund. Dritter wurde der Deutsche Gerhard Stöck, dem im Speerwurf noch Größeres gelingen sollte, mit 15,66 m.

### Diskuswurf
| Platz | Athlet            | Land | Weite (m) |
| ----- | ----------------- | ---- | --------- |
| 1     | Ken Carpenter     | USA  | 50,48 OR  |
| 2     | Gordon Dunn       | USA  | 49,36000  |
| 3     | Giorgio Oberweger | ITA  | 49,23000  |
| 4     | Reidar Sørlie     | NOR  | 48,77000  |
| 5     | Willy Schröder    | GER  | 47,93000  |
| 6     | Nikolaos Syllas   | GRE  | 47,75000  |
| 7     | Gunnar Bergh      | SWE  | 47,22000  |
| 8     | Åke Hedvall       | SWE  | 46,20000  |

Qualifikation: 5. August, ab 10:30 Uhr – Qualifikationsweite: 44,00 m

Finale: 5. August, 17:30 Uhr mit 13 qualifizierten Sportlern

Teilnehmer: 31 Sportler aus 17 Ländern
Immer wieder wurde der deutsche Weltrekordler Willy Schröder als der Topfavorit genannt, vor allem weil einer seiner Hauptgegner, der Schwede Harald Andersson, behindert durch ein Furunkel an der Wurfhand in der Qualifikation steckenblieb. Doch Schröders Weltrekord stammte aus dem Vorjahr und die US-Amerikaner Kenneth Carpenter sowie Gordon Dunn hatten im Olympiajahr bereits die 50-Meter-Marke geknackt. Carpenter war es dann im Finale, der seine Bestform erreichte und mit der olympischen Rekordweite von 50,48 m als einziger Werfer weiter als fünfzig Meter warf. Mit Weiten von mehr als 49 m erreichten Dunn und der Italiener Giorgio Oberweger die Plätze zwei und drei. Schröder wurde immerhin noch Fünfter.

### Hammerwurf
| Platz | Athlet            | Land | Weite (m) |
| ----- | ----------------- | ---- | --------- |
| 1     | Karl Hein         | GER  | 56,49 OR  |
| 2     | Erwin Blask       | GER  | 55,04000  |
| 3     | Fred Warngård     | SWE  | 54,83000  |
| 4     | Gustaf Koutonen   | FIN  | 51,90000  |
| 5     | William Rowe      | USA  | 51,66000  |
| 6     | Donald Favor      | USA  | 51,01000  |
| 7     | Bernhard Greulich | GER  | 50,61000  |
| 8     | Koit Annamaa      | EST  | 50,46000  |

Qualifikation: 3. August, ab 9:00 Uhr – Qualifikationsweite: 46,00 m

Finale: 3. August, 15:00 Uhr mit 17 qualifizierten Sportlern

Teilnehmer: 27 Sportler aus 16 Ländern
Leider war Pat O’Callaghan, der Olympiasieger von 1932, bei diesen Spielen zum Zuschauen verurteilt, weil sein irischer Verband vom IOC nicht mehr anerkannt wurde. In Deutschland hatte der Hammerwurf bis 1934 ein Mauerblümchendasein geführt und war erst durch gezielte Verbandsaktionen zu einer Disziplin mit qualitativ hohem Niveau geworden. Im Finale übertraf zunächst Erwin Blask mit seinem zweiten Versuch den bestehenden olympischen Uraltrekord des US-Amerikaners Pat Ryan aus dem Jahre 1912. Mit seinem dritten und nochmals verbesserten vierten Versuch lag der der Schwede Fred Warngård auf Platz zwei, bis im letzten Durchgang Karl Hein den olympischen Rekord auf 56,49 m schraubte. So gab es hier einen deutschen Doppelsieg.

### Speerwurf

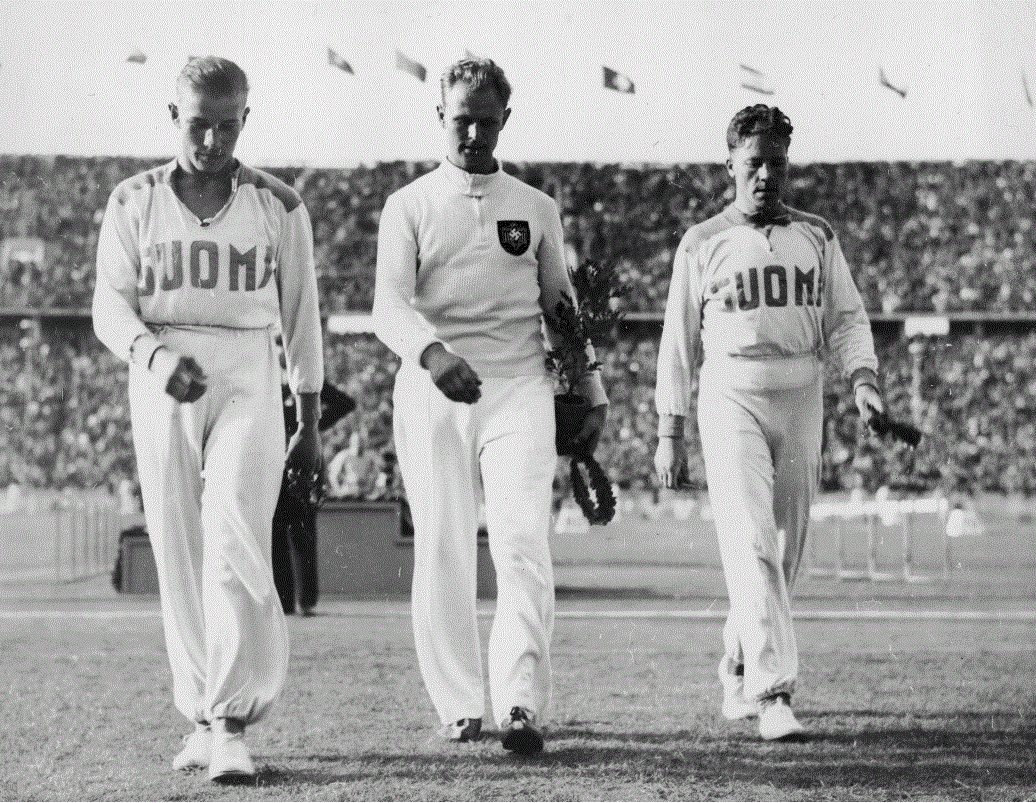
Die Medaillengewinner im Speerwurf (v. l. n. r.): Yrjö Nikkanen, Gerhard Stöck, Kalervo Toivonen

| Platz | Athlet             | Land | Weite (m) |
| ----- | ------------------ | ---- | --------- |
| 1     | Gerhard Stöck      | GER  | 71,84     |
| 2     | Yrjö Nikkanen      | FIN  | 70,77     |
| 3     | Kalervo Toivonen   | FIN  | 70,72     |
| 4     | Lennart Atterwall  | SWE  | 69,20     |
| 5     | Matti Järvinen     | FIN  | 69,18     |
| 6     | Alton Terry        | USA  | 67,15     |
| 7     | Eugeniusz Lokajski | POL  | 66,39     |
| 8     | József Várszegi    | HUN  | 65,30     |

Qualifikation: 6. August, ab 10:30 Uhr – Qualifikationsweite: 60,00 m

Finale: 6. August, 15:15 Uhr mit 16 qualifizierten Sportlern

Teilnehmer: 28 Sportler aus 19 Ländern
Die Weltrangliste von 1936 führte der Finne Matti Järvinen mit seiner Weltrekordweite von 77,23 m mit deutlichem Vorsprung an. Dahinter lagen Werfer aus Finnland, Deutschland, Polen und Schweden mit knappen Abständen untereinander. Järvinen, auch Olympiasieger von 1932, war wegen einer Rückenverletzung nicht in der Verfassung für ganz große Weiten und landete schließlich auf Platz fünf. Der Weltranglistenzweite Yrjö Nikkanen übertraf im zweiten Durchgang als erster die 70-Meter-Marke, was auch seinem Landsmann Kalervo Toivonen im fünften Versuch gelang. Doch Gerhard Stöck, der im Kugelstoßen bereits die Bronzemedaille gewonnen hatte, erwischte ebenfalls in Durchgang fünf einen guten Wind und nutzte die Bedingungen zu einem Wurf auf 71,84 m, was ihm als Weltranglistendritten den Olympiasieg vor den beiden Finnen einbrachte.

### Zehnkampf
| Platz | Athlet           | Land | P – offiz. Wert. | P – 85er Wert. |
| ----- | ---------------- | ---- | ---------------- | -------------- |
| 1     | Glenn Morris     | USA  | 7900 WR          | 7254           |
| 2     | Bob Clark        | USA  | 7601000          | 7063           |
| 3     | Jack Parker      | USA  | 7275000          | 6761           |
| 4     | Erwin Huber      | GER  | 7087000          | 6654           |
| 5     | Reindert Brasser | HOL  | 7046000          | 6570           |
| 6     | Armin Guhl       | SUI  | 7033000          | 6618           |
| 7     | Olle Bexell      | SWE  | 7024000          | 6558           |
| 8     | Helmut Bonnet    | GER  | 6939000          | 6492           |

Datum: 7. August, ab 10:00 Uhr
8. August, ab 10:00 Uhr

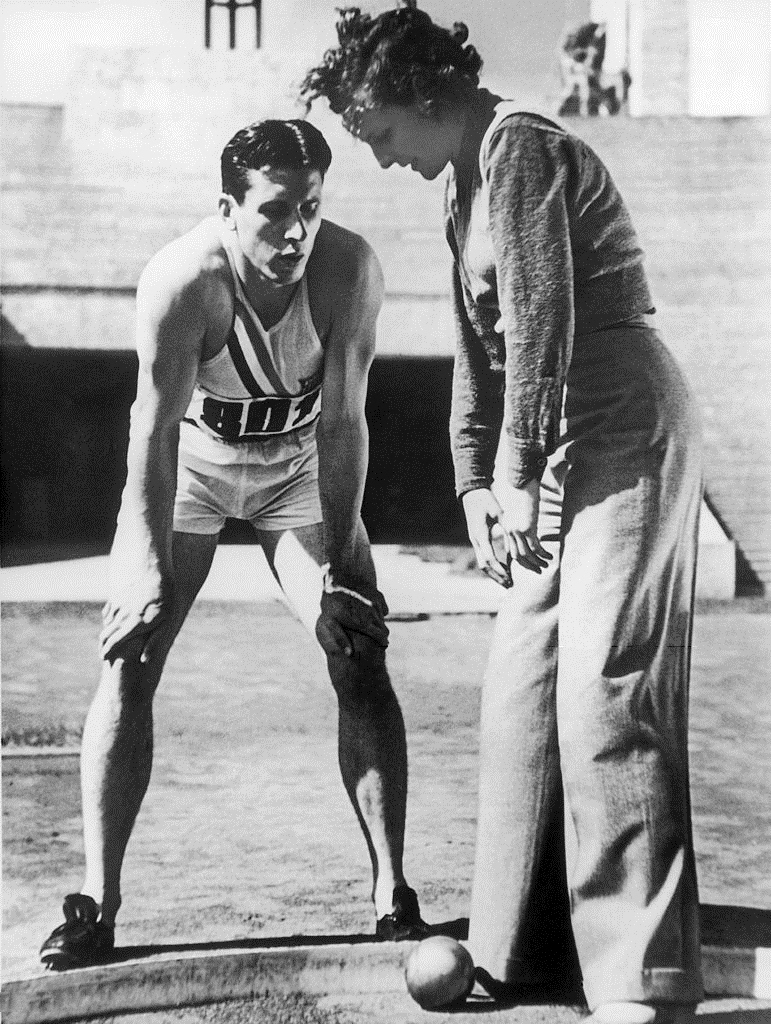
Glenn Morris – hier mit der Filmregisseurin Leni Riefenstahl – siegte mit Weltrekord

Teilnehmer: 28 Sportler aus 17 Ländern
Der Weltrekordler Hans-Heinrich Sievert hatte noch mehr Pech als bei den Spielen 1932. Vor vier Jahren war er verletzungsbedingt nicht in Topform, in diesem Jahr konnte er wegen einer neuerlichen Verletzung gar nicht erst antreten. So waren die US-Amerikaner konkurrenzlos. Der Sieger Glenn Morris wartete vor allem am zweiten Tag mit hervorragenden Leistungen auf und wurde Olympiasieger mit neuer Weltrekordpunktzahl. Deutlich dahinter lagen seine Landsleute Bob Clark und Jack Parker. Der Deutsche Erwin Huber steigerte seine Bestleistung deutlich und erreichte damit einen ausgezeichneten vierten Platz.
Für die Ermittlung der Punkte wurde die neue Wertungstabelle von 1934 verwendet.
Zur besseren Einordnung der Leistung sind die nach dem Wertungssystem von 1985 umgerechneten Punktzahlen mit angegeben. Nach dieser auch heute gültigen Tabelle hätte es auf den Plätzen fünf und sechs eine andere Reihenfolge ergeben. Aber diese Vergleiche sind nur Anhaltswerte, denn als Grundlage müssen die jeweils unterschiedlichen Maßstäbe der Zeit gelten. Am auffälligsten wird das im Stabhochsprung, bei dem damals mit ganz anderen Stäben gesprungen wurde als heute.

## Resultate Frauen

### 100 m

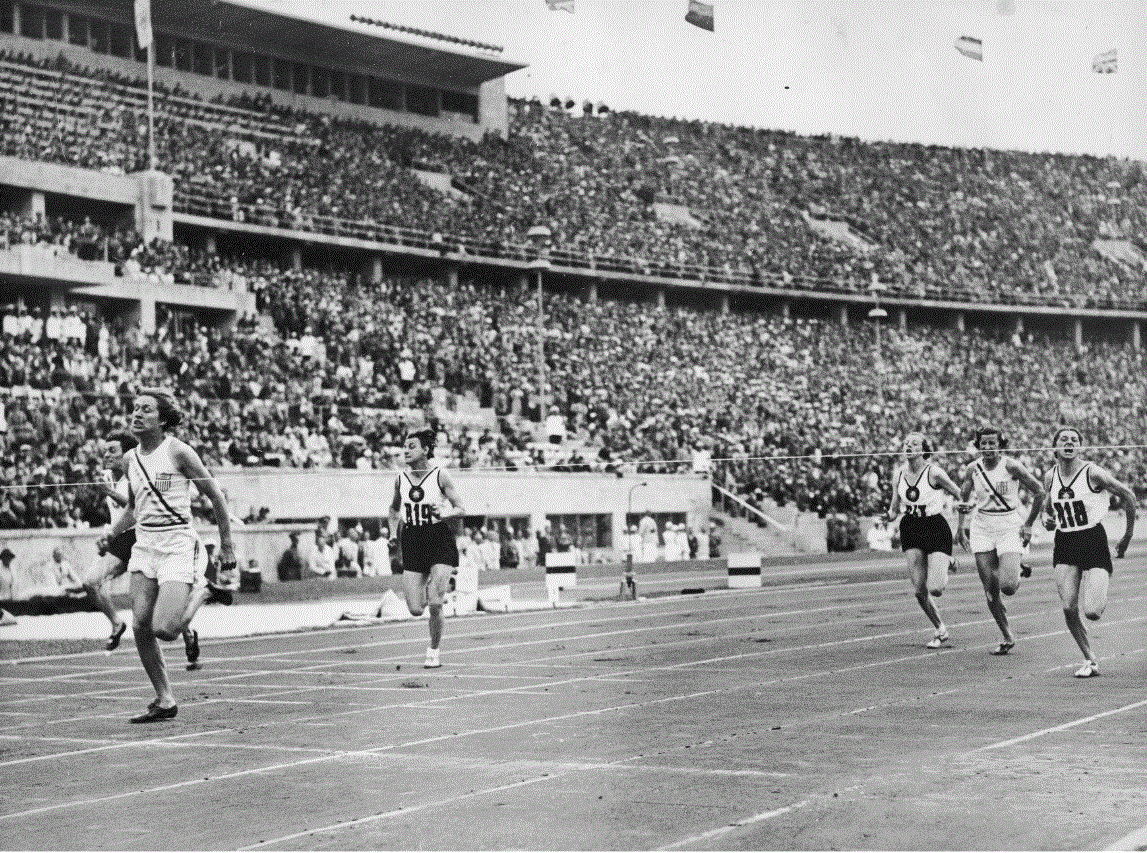
Finaleinlauf über 100 Meter (v. l. n. r.): Stanisława Walasiewicz (etwas verdeckt), Helen Stephens, Käthe Krauß, Emmy Albus, Annette Rogers, Marie Dollinger

| Platz | Athletin               | Land | Zeit (s) |
| ----- | ---------------------- | ---- | -------- |
| 1     | Helen Stephens         | USA  | 11,5     |
| 2     | Stanisława Walasiewicz | POL  | 11,7     |
| 3     | Käthe Krauß            | GER  | 11,9     |
| 4     | Marie Dollinger        | GER  | 12,0     |
| 5     | Annette Rogers         | USA  | 12,2     |
| 6     | Emmy Albus             | GER  | 12,3     |

6 Vorläufe: 3. August, ab 16:00 Uhr
2 Zwischenläufe am 3. August, ab 17:30 Uhr

Finale: 4. August, 16:00 Uhr

Teilnehmerinnen: 30 Sportlerinnen aus 15 Ländern
Helen Stephens lief im Vor- und Zwischenlauf bereits 11,4 s und 11,5 s, all diese Zeiten konnten jedoch wegen zu starken Rückenwindes nicht anerkannt werden. Das galt auch für die hervorragenden Zeiten der Endlaufteilnehmerinnen. Im Finale war die hohe Favoritin Stephens sofort deutlich vorne und gewann das Rennen mit klarem Vorsprung. Dahinter kämpften Stanisława Walasiewicz, Olympiasiegerin von 1932, und Käthe Krauß bis zur 80-Meter-Marke um die Silbermedaille, die Walasiewicz sich dann vor Krauß sicherte.

### 80 m Hürden

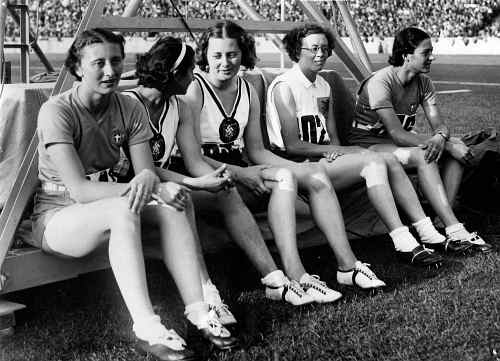
Fünf der sechs Finalistinnen (v. l. n. r.): Trebisonda Valla, Doris Eckert, Anni Steuer, Kitty ter Braake und Claudia Testoni

| Platz | Athletin         | Land | offizielle Zeit (s) | elektronisch (s) |
| ----- | ---------------- | ---- | ------------------- | ---------------- |
| 1     | Trebisonda Valla | ITA  | 11,7 ORe            | 11,748           |
| 2     | Anni Steuer      | GER  | 11,7 ORe            | 11,809           |
| 3     | Elizabeth Taylor | CAN  | 11,7 ORe            | 11,811           |
| 4     | Claudia Testoni  | ITA  | 11,7 ORe            | 11,818           |
| 5     | Kitty ter Braake | HOL  | 11,8000             | 11,832           |
| 6     | Doris Eckert     | GER  | 12,0000             | 12,190           |

6 Vorläufe: 5. August, ab 15:30 Uhr / 2 Zwischenläufe am 5. August, ab 17:30 Uhr

Finale: 6. August, 17:30 Uhr

Teilnehmerinnen: 22 Sportlerinnen aus 11 Ländern
Schon vor dem Finale war klar, dass es ein sehr enges Rennen werden würde. Und so kam es auch. Es dauerte allerdings einige Zeit, bis die Reihenfolge nach Auswertung des Zielfotos klar war. Goldmedaillengewinnerin wurde die Italienerin Trebisonda Valla. Silber ging völlig überraschend an die Deutsche Anni Steuer, bei den deutschen Meisterschaften mit 12,3 s noch Zweite hinter der hier auf Platz sechs eingelaufenen Doris Eckert. Dritte wurde die Kanadierin Elizabeth Taylor vor Vallas Landsfrau Claudia Testoni. Die offiziellen Zeiten für die ersten Vier wurden allesamt mit 11,7 s gestoppt. Die inoffizielle elektronische Messung ergab einen Unterschied von sieben Hundertstelsekunden zwischen Platz eins und Platz vier.
Zur besseren Einordnung der Abstände sind in der Tabelle die inoffiziellen elektronisch gestoppten Zeiten mit aufgeführt.

### 4 × 100 m Staffel
| Platz | Land               | Athletinnen                                                         | Zeit (s)                                        |
| ----- | ------------------ | ------------------------------------------------------------------- | ----------------------------------------------- |
| 1     | USA                | Harriet Bland Annette Rogers Betty Robinson Helen Stephens          | 46,9                                            |
| 2     | Großbritannien     | Eileen Hiscock Violet Olney Audrey Brown Barbara Burke              | 47,6                                            |
| 3     | Kanada             | Dorothy Brookshaw Mildred Dolson Hilda Cameron Aileen Meagher       | 47,8                                            |
| 4     | Königreich Italien | Lidia Bongiovanni Trebisonda Valla Fernanda Bullano Claudia Testoni | 48,7                                            |
| 5     | Niederlande        | Kitty ter Braake Fanny Koen Alida de Vries Elisabeth Koning         | 48,8                                            |
| DSQ   | Deutsches Reich    | Emmy Albus Käthe Krauß Marie Dollinger Ilse Dörffeldt               | Stabverlust bei Übergabe an die Schlussläuferin |

2 Vorläufe: 8. August, ab 15:30 Uhr

Finale: 9. August, 15:30 Uhr

Teilnehmerinnen: 32 Sportlerinnen aus 8 Ländern
Im Finale in Berlin erlebten die Zuschauer ein sportliches Drama: Die deutsche Mannschaft, die im Vorlauf mit 46,4 s einen neuen Weltrekord aufgestellt hatte, führte beim letzten Wechsel mit acht Metern Vorsprung vor der US-Stafette. Die Stabübergabe von Marie Dollinger auf Ilse Dörffeldt missglückte jedoch und der Stab fiel zu Boden, was eine Disqualifikation der deutschen Mannschaft zur Folge hatte. So gewannen die US-Amerikanerinnen Gold vor den Britinnen und Finnland.

### Hochsprung
| Platz | Athletin           | Land | Höhe (m) |
| ----- | ------------------ | ---- | -------- |
| 1     | Ibolya Csák        | HUN  | 1,60     |
| 2     | Dorothy Odam       | GBR  | 1,60     |
| 3     | Elfriede Kaun      | GER  | 1,60     |
| 4     | Marguerite Nicolas | FRA  | 1,58     |
| 5     | Doris Carter       | AUS  | 1,55     |
| 5     | Annette Rogers     | USA  | 1,55     |
| 5     | Fanny Koen         | HOL  | 1,55     |
| 8     | Margaret Bell      | CAN  | 1,50     |
| 8     | Wanda Nowak        | AUT  | 1,50     |
| 8     | Nellie Carrington  | GBR  | 1,50     |
| 8     | Alice Arden        | USA  | 1,50     |
| 8     | Kathlyn Kelley     | USA  | 1,50     |

ohne Qualifikation

Finale: 9. August, 15:00 Uhr

Teilnehmerinnen: 17 Sportlerinnen aus 12 Ländern
Die/der Deutsche Dora Ratjen hatte mit 1,58 m den vierten Platz belegt. Zwei Jahre später wurde festgestellt, dass sie/er männliche Genitalien hatte, die während des Wettkampfs nach oben gebunden worden waren. Daraufhin wurden ihr/ihm sämtliche erzielte Resultate sowie das Startrecht für weitere Frauenwettkämpfe aberkannt.
Ein besonderes Kapitel war der Umgang der deutschen Sportverbände mit seinen jüdischen Sportlern. Dies wird besonders deutlich am Beispiel der Hochspringerin Gretel Bergmann. Ihr wurden immer wieder schon in den Vorjahren Steine in den Weg gelegt, um ihren Sport ausüben zu können. Dennoch gelang ihr im Olympiajahr mit 1,60 m die Einstellung des deutschen Rekords. Aber das nationalsozialistische Regime sorgte dafür, dass sie bei den deutschen Meisterschaften nicht teilnehmen durfte. Für die Olympischen Spiele wurde sie folgerichtig erst recht nicht nominiert. Sie emigrierte bald darauf in die Vereinigten Staaten, wo sie noch zwei Jahre lang ihren Sport sehr erfolgreich ausübte.
Der Olympiasieg wurde im Stichkampf ermittelt, nachdem drei Springerinnen genau jene 1,60 m bewältigt hatten, die Gretel Bergmann vor den Spielen übersprungen hatte. Die Ungarin Ibolya Csák schaffte dabei als einzige 1,62 m. Die Britin Dorothy Odam – spätere Dorothy Tyler – gewann Silber, Bronze ging an die Deutsche Meisterin Elfriede Kaun.

### Diskuswurf
| Platz | Athletin            | Land | Weite (m) |
| ----- | ------------------- | ---- | --------- |
| 1     | Gisela Mauermayer   | GER  | 47,63 OR  |
| 2     | Jadwiga Wajs        | POL  | 46,22000  |
| 3     | Paula Mollenhauer   | GER  | 39,80000  |
| 4     | Kō Nakamura         | JPN  | 38,24000  |
| 5     | Hide Mineshima      | JPN  | 37,35000  |
| 6     | Birgit Lundström    | SWE  | 35,92000  |
| 7     | Ans Niesink         | HOL  | 35,21000  |
| 8     | Gertrude Wilhelmsen | USA  | 34,43000  |

Wettkampf: 4. August, 15:15 Uhr

Teilnehmerinnen: 19 Sportlerinnen aus 11 Ländern
Mit ihrem ersten Versuch übertraf die polnische Mitfavoritin Jadwiga Wajs den bestehenden olympischen Rekord deutlich. Die deutsche Weltrekordlerin Gisela Mauermayer konterte ebenfalls mit ihrem ersten Versuch und stellte damit schon den Endstand her. Beide Athletinnen waren die überragenden Diskuswerferinnen dieser Jahre und traten als klare Favoritinnen an. Das drückte sich auch im Resultat entsprechend aus. Die Bronzemedaillengewinnerin Paula Mollenhauer lag fast sechseinhalb Meter hinter Wajs zurück, Mauermayer und die Polin übertrafen als einzige dieser Konkurrenz die 40-Meter-Marke.

### Speerwurf

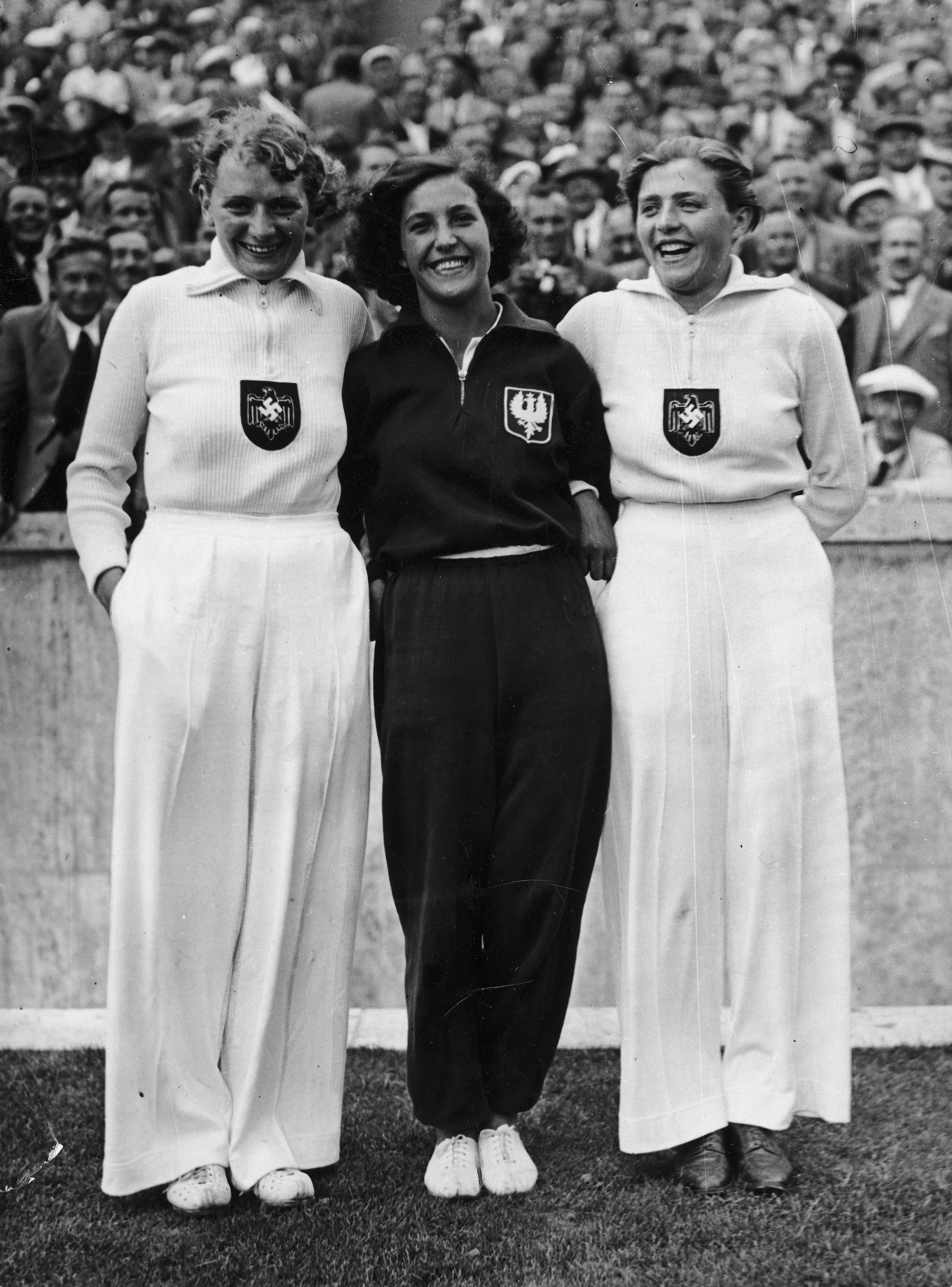
Die Medaillengewinnerinnen (v. l. n. r.): Luise Krüger, Maria Kwaśniewska, Tilly Fleischer

| Platz | Athletin            | Land | Weite (m) |
| ----- | ------------------- | ---- | --------- |
| 1     | Tilly Fleischer     | GER  | 45,18 OR  |
| 2     | Luise Krüger        | GER  | 43,29000  |
| 3     | Maria Kwaśniewska   | POL  | 41,80000  |
| 4     | Herma Bauma         | AUT  | 41,66000  |
| 5     | Sadako Yamamoto     | JPN  | 41,45000  |
| 6     | Lydia Eberhardt     | GER  | 41,37000  |
| 7     | Gertrude Wilhelmsen | USA  | 37,35000  |
| 8     | Gien de Kock        | HOL  | 36,93000  |

ohne Qualifikation

Finale: 2. August, 15:00 Uhr

Teilnehmerinnen: 14 Sportlerinnen aus 10 Ländern
Im ersten Wettbewerb dieser Olympischen Spiele setzten Tilly Fleischer und Luise Krüger ihre hervorragenden Leistungen von den deutschen Meisterschaften im Juli auch hier um. Mit ihrem zweiten Versuch und neuem olympischen Rekord übernahm Fleischer die Führung, die sie im fünften Durchgang noch ausbauen konnte. Krüger verbesserte sich mit ihrem dritten Wurf auf den zweiten Platz. Diese Reihenfolge blieb so bis zum Ende. Die Polin Maria Kwaśniewska und die Österreicherin Herma Bauma auf den Plätzen drei und vier kamen nicht mehr an die beiden Führenden heran.

## Videolinks
- Olympic Sports In Berlin Aka 11th Olympiad (1936), Eröffnungsfeier, youtube.com, abgerufen am 20. Juli 2021
- Berlin 1936 - Olympics - Olympia - Stadium - Athletics compilation1 - Leichtathletik1, youtube.com, abgerufen am 20. Juli 2021
- Berlin 1936 - Olympics - Olympia - Athletics - Leichtathletik - Footage 2, youtube.com, abgerufen am 20. Juli 2021
- Berlin 1936 - Olympics - Olympia - Athletics - Leichtathletik - Footage 3, youtube.com, abgerufen am 20. Juli 2021
- Scenes from various sports and winners in the 1936 Olympic games in Berlin, Germa...HD Stock Footage, youtube.com, abgerufen am 20. Juli 2021
- Highlights of the 1936 Summer Olympic Games In Berlin, Nazi Germany, Bereich: 0:00 min bis 7:53 min, youtube.com, abgerufen am 20. Juli 2021
- Germany 1936 Berlin XI.Olympic Summer Games - Olympische Sommerspiele (Athletics Wurfübungen), youtube.com, abgerufen am 20. Juli 2021
- Berlin 1936 - Olympics - Olympia - Jesse Owens - film-footage1, youtube.com, abgerufen am 20. Juli 2021
- The Nazi Olympics: Berlin 1936, youtube.com, abgerufen am 20. Juli 2021
- Olympic Sports In Berlin (1936), youtube.com, abgerufen am 20. Juli 2021
- 1936: Olympia im NS-Reich, youtube.com, abgerufen am 12. August 2017